# 保罗·卡加梅
保羅·卡加梅（英語：Paul Kagame，/kəˈɡɑːmeɪ/，1957年10月23日—）為一名卢旺达政治家、退役軍人。2000年時任總統巴斯德·比齊蒙古卸下職位後成為第四任盧旺達總統並執政至今，至今為止為盧安達首位圖西族總統。卡加梅曾領導盧安達愛國陣線參與盧旺達內戰，該武裝反抗組織最初以烏干達為基地，之後進攻盧旺達並推翻當時的盧旺達政府。日後盧旺達發生大屠殺，愛國陣線被迫重啟內戰以收拾殘局。卡加梅於擔任總統之前便被外界視為盧旺達的實質領袖，其於1994年至2000年期間同時兼任副總統和國防部部長二職。2017年8月，卡加梅在備受爭議的選舉下再次連任，獲得99%選民的選票。
卡加梅生於盧旺達南部，其家族為圖西族人。在他兩歲時，盧旺達革命結束了數世紀來盧旺達社會由圖西族主導的局面，因此被迫隨家人移居至烏干達，並於烏干達渡過童年時光。在烏干達期間，卡加梅曾參與約韋里·穆塞韋尼所領導的武裝反抗，並於反抗軍成功推翻當時的烏干達政府後在烏干達陸軍擔任要職，彼時穆塞韋尼也成為烏干達總統。日後，卡加梅於1990年加入以烏干達為據點的武裝組織盧安達愛國陣線，該組織於日後入侵盧旺達。愛國陣線原本由弗雷德·魯維吉耶馬擔任指揮官，但魯維吉耶馬日後不幸死於戰場上，卡加梅因此成為新任指揮官。1993年，愛國陣線已控制盧旺達大部分地區，並和盧旺達政府達成停火協議。1994年，時任總統朱韋納爾·哈比亞利馬納在搭乘專機準備降落於基加利機場時，被不明分子發射地對空飛彈墜機而亡，成為盧旺達大屠殺的導火線。據統計，大屠殺期間胡圖族激進分子共造成了80萬至100萬人死亡，受害者主要為圖西族人和溫和派胡圖族人。此一慘劇迫使卡加梅重啟內戰，並於最後透過軍事手段取得勝利。
任職副總統期間，卡加梅同時掌握軍權並維持法治和社會秩序，以利政府內其他官員協助國家的重建。於此同時，一些愛國陣線士兵對胡圖族人展開報復性殺害，卡加梅聲稱自己不曾支持過這些惡行，但未能完全阻止悲劇發生。事後，僅少部分滋事的士兵接受了司法審判。因一系列對胡圖族人的報復性殺害，一些胡圖族人逃離盧旺達至薩伊（今剛果民主共和國）等鄰近國家，並暫居於難民營。這些難民營的食物和醫療資源主要由一些西方國家的政府和慈善組織提供。1996年，愛國陣線對這些難民營發動襲擊，迫使難民回到盧旺達定居，此後盧旺達境內零星的武裝衝突依然持續發生。據估計，這一系列針對難民營的軍事行動共造成了約20萬人死亡。作為軍事戰略的一部分，卡加梅支持了兩支薩伊境內具爭議性的反抗軍，並和烏干達政府合作，兩國政府共同支持的反抗勢力於第一次剛果戰爭（1996年至1997年）取得勝利，並扶植洛朗-德西雷·卡比拉成為新任總統，取代獨裁者蒙博托·塞塞·塞科，薩伊也將國號更名為剛果民主共和國。1998年，由於卡比拉所領導的剛果民主共和國政府將盧旺達和烏干達的武裝部隊驅逐出境，針對卡比拉而發動的第二次剛果戰爭隨之爆發，卡比拉於2001年遭暗殺身亡，其兒子約瑟夫·卡比拉接任總統職位後於2003年和兩國政府達成和平及停火協議。
卡加梅於總統任內非常重視國家的發展，政府推出《2020年宏願》，目標讓盧旺達能在2020年時成功轉型為中等收入國家。截至2013年，盧旺達於多項關鍵評比表現傑出，包括醫療和教育水平大幅提升。2004年至2010年期間，盧旺達每年的經濟成長率平均超過8%。卡加梅政府和東非共同體諸國和美國皆維持了良好的關係，由於1994年法國政府於大屠殺中的角色，盧旺達和法國之間的不友好關係一直持續到2009年才改善。儘管盧旺達和剛果民主共和國於2003年已達成停火協議，兩國之間的緊張關係並未完全改善。一些人權團體和聯合國一份外洩的報告指出，卡加梅所領導的盧旺達政府曾支持剛果民主共和國境內的兩次叛亂，卡加梅否認相關指控。有鑑於這些指控，一些國家於2012年起停止向盧旺達提供金錢援助。卡加梅於盧旺達國內具有相當大的民意基礎，一些國外觀察家也對這位政治領袖抱有好感。儘管如此，不少人權團體對其用高壓手段打壓異議的作為提出批評。2003年，盧旺達通過新《盧旺達憲法》，卡加梅亦於該年贏得總統選舉，並於2010年成功連任。2015年的修憲修改了憲法對總統任期的規定，使得卡加梅能二度競選連任，其並於2017年成功連任。修憲後的新規定亦將總統的任期由原本的七年改為五年，由於此規定於2024年才會正式生效，因此卡加梅依法可連任至2034年。卡加梅被指控對流亡海外的異議人士進行暗殺。

## 早年生活
作為家中六名子女中最幼者的卡加梅生於1957年10月23日，其出生地坦布威（Tambwe）為當時比利時實質掌控的國際聯盟託管地盧安達-烏隆地的一個村落。卡加梅的父親迪歐格拉提亞斯（Deogratias）為圖西族人，其祖宗於19世紀或更早便和盧旺達的皇室具有血緣關係。儘管卡加梅的家族和時任盧旺達國王穆塔拉三世之間具有血緣關係，但迪歐格拉提亞斯選擇從商並和王室保持距離。卡加梅的母親阿斯忒里亞·露塔甘巴瓦（Asteria Rutagambwa）為盧旺達最後一名王后羅莎莉·季參達（Rosalie Gicanda）的後代。卡加梅出生時盧旺達雖屬聯合國託管地，並由作為殖民政權的比利時實際控制，但彼時聯合國意旨在確保日後盧旺達能順利解殖並獨立建國。盧旺達社會由三大族群所組成，分別圖西族、胡圖族和特瓦族。圖西族人為盧旺達社會的統治階層，佔總人口約15%，比利時殖民政府亦支持圖西族至上主義，以利對盧旺達進行統治。盧旺達的人口絕大多數為胡圖族人，約佔總人口84%，多從事農業活動。特瓦族人（Twa）僅佔總人口的1%，多居住於森林地區，為盧旺達最早的定居者之一，亦為俾格米人的後代。
1950年代期間，圖西族和胡圖族之間的矛盾日益加劇，並促使1959年爆發盧旺達革命。革命期間，胡圖族人對圖西族人展開無差別屠殺，迫使10萬圖西族人選擇流亡至鄰近國家。祖拉·卡魯辛比日後聲稱自己曾於1959年救了卡加梅一命，她當時將自己項鍊上的串珠綁到卡加梅的頭髮上，讓胡圖族人誤以為卡加梅為女孩而沒有對他下手。為躲避胡圖族的追殺，卡加梅的家庭逃離至盧旺達的東北部緊鄰烏干達邊境處避居，並於日後跨越邊境進入烏干達。卡加梅的家庭持續向北移動，最終於1962年選擇在位於土柔地方（Toro sub-region）的恩生格勒齊難民營（Nshungerezi refugee camp）定居。也正是在這個時候卡加梅與弗雷德·魯維吉耶馬相識，兩名男孩於長大後成為戰場上的重要夥伴。
卡加梅的小學教育前後在兩所不同的學校完成，第一所學校位於難民營附近，他在那裡和其他同為盧旺達難民的孩子一起學習英語，並透過了解烏干達文化學習如何融入烏干達社會。九歲時，他轉學至16公里外的盧文格羅小學（Rwengoro Primary School）就讀，該小學為當地名校，他並以該地區最優異的成績畢業。小學畢業後，卡加梅至恩塔勒學校（Ntare School）求學，該校為烏干達國內最好的學校之一，日後當上烏干達總統的約韋里·穆塞韋尼亦畢業自該學校。1970年代初期，卡加梅的父親死去，自己的好友弗雷德·魯維吉耶馬則下落不明，這兩件事情對卡加梅造成了極大的打擊，除了學習成績一落千丈，脾氣也變得易怒，經常和歧視盧旺達人的烏干達人大打出手，最後遭學校退學。之後，卡加梅轉學至坎帕拉中學（Old Kampala Secondary School）就讀，並以普通的成績畢業。
完成學業後，卡加梅於1977年和1978年曾兩度造訪盧旺達，最初他由自己幼年時朋友的親人接待，但在抵達首都基加利後終於和家人團聚。由於自己身為圖西族貴族後代的身分且長年流亡國外，卡加梅因擔心自己被逮捕而在兩次造訪盧旺達時都刻意保持低調，尤其第二次造訪時他刻意選擇自薩伊入境以避嫌，因為多數圖西族難民旅居於烏干達。在造訪盧旺達期間，卡加梅除走訪各地外，亦試圖了解該國的政治與社會環境，並認識了不少新朋友，其中不少人成為自己未來仕途中重要的恩人。

## 軍旅生涯

### 烏干達叢林戰爭

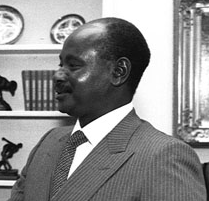
卡加梅曾服務於約韋里·穆塞韋尼（見圖）所領導的烏干達叢林戰爭。

1978年，卡加梅終和多年失散的好友弗雷德·魯維吉耶馬見面，在此之前魯維吉耶馬便已加入約韋里·穆塞韋尼所領導的烏干達武裝反抗部隊。反抗部隊以坦尚尼亞為據點，其目的在於推翻伊迪·阿敏所領導的烏干達政權。1979年的烏坦戰爭，穆塞韋尼的部隊聯合坦桑尼亞的軍隊和部分流亡國外的烏干達人成功推翻阿敏政權。事後，穆塞韋尼成為過渡政府閣員的一分子，在魯維吉耶馬的勸說下，卡加梅和一些盧旺達難民選擇加入穆塞韋尼的部隊，卡加梅並於日後被派遣至位於美國堪薩斯州萊文沃思堡的美國陸軍指揮參謀學院深造。
烏干達前總統米爾頓·奧博特於1980年贏得了選舉，穆塞韋尼不服選舉結果，並率領支持者退出新政府表示抗議。1981年，穆塞韋尼建立了武裝反抗組織全國抵抗軍，創始會員當中包括了卡加梅和魯維吉耶馬兩位盧旺達人，其餘38人皆為烏干達人。全國抵抗軍的宗旨在於推翻奧博特政府，之後一系列的軍事行動又稱為烏干達叢林戰爭。
由於盧旺達難民深受奧博特政府迫害，卡加梅與魯維吉耶馬加入抵抗軍的動機之一便是為了改善盧旺達難民所遭受的待遇。長期方面，兩人亦希望能帶領盧旺達難民回到盧旺達，而在全國抵抗軍所習得的作戰經驗能幫助自己在將來能和以胡圖族為主的盧旺達政府軍作戰。卡加梅的專長為情報收集，其優異的表現令自己升遷至穆塞韋尼的決策圈內。全國抵抗軍以盧韋羅三角地區為據點，並在接下來的五年和烏干達政府軍長期作戰。1985年奧博特遭自己軍隊內的將領巴西利奧·奧拉拉-奧凱洛和蒂托·奧凱洛發動軍事政變推翻，但全國抵抗軍的武裝鬥爭未因此停止。儘管同年全國抵抗軍曾和政變後的新政府談判並短暫達成停火和平協議，史稱《1985年奈洛比協議》，但協議簽署後不久槍聲便再次響起。
1986年，全國抵抗軍以一萬四千人的兵力，其中包含五百名盧旺達人，成功拿下烏干達的首都坎帕拉，並組成新政府。穆塞韋尼就任總統後，卡加梅與魯維吉耶馬皆受任命在軍中擔任要職，其中卡加梅擔任軍事情報部門的首長。除自身職務外，卡加梅和魯維吉耶馬亦利用自己手中的職權暗中將盧旺達難民出身的軍人提拔至關鍵職位，並於軍中建立一套隱密的人際網絡，以備在時機成熟時對盧旺達發動攻擊。這些人事安排引起了時任盧旺達總統朱韋納爾·哈比亞利馬納的警覺，他批評穆塞韋尼任命盧旺達人擔任軍中要職，穆塞韋尼在壓力下被迫將卡加梅與魯維吉耶馬解雇。
儘管如此，兩人依然在軍中發揮實質影響力，但失去原有的職位意味著兩人被迫提前行動。兩人加入了一個叫做盧旺達愛國陣線的組織，該組織由盧旺達難民所組成，早在1979年起便已用不同名義在運作。在加入愛國陣線後不久，魯維吉耶馬成為組織的領導人，此時他依然握有烏干達軍隊的資源，並和卡加梅共同完成擬定日後對盧旺達的作戰計畫。

### 盧旺達內戰

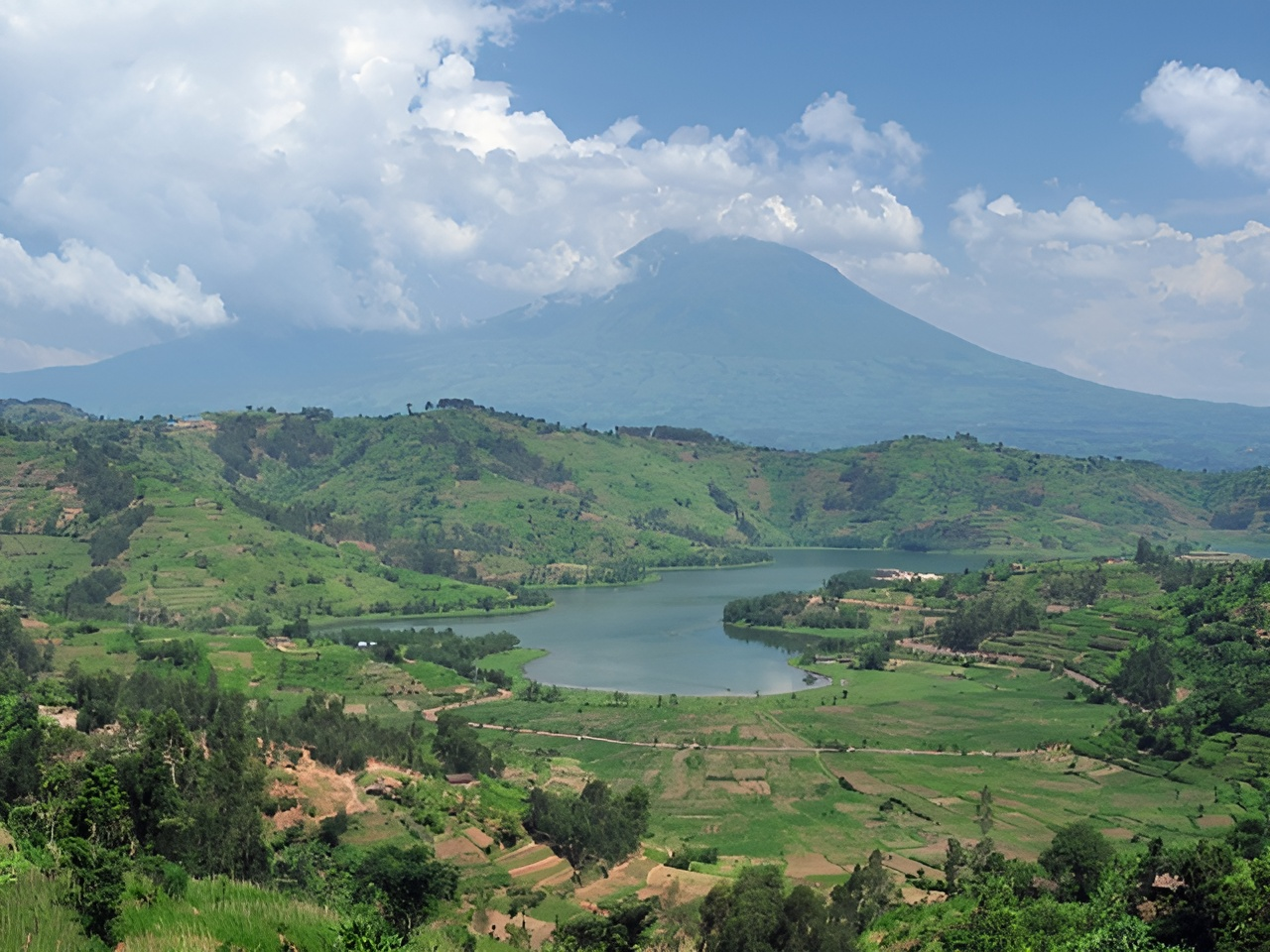
維龍加山脈為盧旺達愛國陣線於1990年和1991年間的據點。

1990年10月，弗雷德·魯維吉耶馬率領一支超過四千人的愛國陣線部隊由位於卡基坦巴的邊境檢查哨向盧旺達發動進攻，並向南推進六十公里至加比洛鎮（Gabiro）。卡加梅當時在美國堪薩斯州萊文沃思堡的美國陸軍指揮參謀學院就讀，因此未參與第一波戰役。魯維吉耶馬於軍事行動開始後的第三天因中彈而陣亡，愛國陣線一時群龍無首。同時，法國和薩伊出兵支持盧旺達政府軍，迫使愛國陣線的部隊於十月底撤退至盧旺達的東北邊境地區。
在得知魯維吉耶馬戰死沙場後，卡加梅急忙趕回非洲，並接手愛國陣線部隊的指揮權，此時部隊人數僅殘餘不足兩千人。卡加梅率領士兵進入烏干達境內，並在維龍加山脈駐紮，高山崎嶇的地貌提高了部隊的隱匿性。卡加梅帶領部隊在此蓄勢待發，並向旅居海外的圖西族人募集資金和兵力。1991年1月，卡加梅再度率兵對盧旺達發動攻擊，並成功拿下魯亨蓋里，由於行動突然，盧旺達政府軍未能及時因應。愛國陣線部隊在佔領魯亨蓋里一天後又重新回到樹林中躲藏。
往後的一年，愛國陣線部隊以游擊戰常見的打帶跑戰術陸續佔領了盧旺達一部分的邊境地區，但和政府軍的戰鬥中並未取得優勢。1992年6月，盧旺達政府同意由國內各黨派共同組成聯合政府，卡加梅也宣布愛國陣線停火，並於坦桑尼亞阿魯沙和盧旺達政府展開協商。1993年年初，激進胡圖族人士開始策畫對圖西族人進行大規模殺害。對此，卡加梅方面暫停和平政治對話，並率軍發動大規模軍事攻擊，取得了盧旺達北部的大片區域。
隨後，和平協商再度展開，雙方並達成一系列共識，通稱《阿魯沙協議》，於1993年8月簽署生效，政府方面開放愛國陣線成員加入具廣泛代表性的聯合政府和政府軍。聯合政府組成後，作為維和部隊的聯合國盧旺達援助團被派往盧旺達確保新政府運作順利。同時，愛國陣線被分配使用位於基加利的國會大廈作為辦公地點。

### 1994年針對盧旺達圖西族的大屠殺
1994年4月6日，時任盧旺達總統朱韋納爾·哈比亞利馬納在搭乘專機準備降落於基加利機場時，被地對空飛彈擊落身亡，機上的12名乘員全數罹難，包括時任蒲隆地總統西普里安·恩塔里亞米拉及三名法國籍機組人員。事發至今，肇事者身分依舊未能水落而出。法國歷史學家熱拉爾·普魯尼爾在事件後不久所發表的書中推斷，該事件應為哈比亞利馬納當中的極端派胡圖族人所為，亦為日後發動的大屠殺計畫中的一部分。部分人士對此一觀點提出異議，法國法官让-路易·布吕吉埃和西班牙法官費爾南多·安德魯分別於2006年和2008年指稱卡加梅和其領導的盧旺達愛國陣線為該事件的幕後主使者。
哈比亞利馬納死後，一個由塞內斯提·巴戈索拉上校所領導的軍事委員會隨即控制了國家。在軍事委員會的指示下，胡圖族人所組成的武裝民兵組織聯攻派和總統衛隊開始對胡圖族和圖西族的反對黨人士以及一些圖西族重要人士進行殺害。二十四小時內所有溫和派領袖皆慘遭殺害，包括時任總理阿加特·烏維林吉伊馬納。兇手隨即將所有圖西族人和溫和派胡圖族人設為目標，史稱盧旺達大屠殺。之後約一百天，估計共有50萬至100萬圖西族人和溫和派胡圖族人被預謀殺害。
4月7日，卡加梅向軍事委員會及聯合國維和部隊提出警告，若他們不採取行動阻止更多人遇難，自己只能選擇重新發動內戰。隔日，由巴戈索拉控制的政府軍從不同的方向對愛國陣線的本營國會大廈發動攻擊，在該地駐紮的愛國陣線部隊則成功將政府軍擊退。卡加梅由北方開啟三條戰線，並試圖快速整合散落於基加利各地的部隊。政府方面則成立臨時政府，企圖和卡加梅方面對話。卡加梅認為臨時政府不過是巴戈索拉的傀儡，因此拒絕對話。往後的幾天，愛國陣線穩步向南逼近，成功取得了加比洛以及基加利以東和以北的大片鄉村地區。他們策略性地避免直接攻擊基加利或比溫巴，而是從外圍將這些城市包圍，並切斷這些地方的補給路線。同時，愛國陣線同意讓旅居國外的圖西族難民返回愛國陣線控制的區域。
4月期間，聯合國維和部隊多次要求雙方停火，但卡加梅認為除非殺戮停止，否則沒有停火的條件。4月下旬，愛國陣線已成功控制了盧旺達境內靠近坦桑尼亞的所有地區，並由基本古向西邁進，直逼基加利南邊。，這當中愛國陣線僅在基加利和魯亨蓋里附近遭受抵抗。5月16日，愛國陣線切斷了基加利和吉塔拉馬（今穆翰加）間的道路，後者為臨時政府的所在地。儘管政府軍試圖維持道路暢通，但事與願違，愛國陣線並進一步將吉塔拉馬拿下，迫使臨時政府搬遷至盧旺達西北邊境處的吉塞尼。戰鬥的同時，卡加梅亦積極招募新兵入伍，這些新兵主要由圖西族生存者和居於蒲隆地的圖西族難民所組成。由於接受的訓練有限，他們的作戰能力平均而言不如較早入伍的士兵。
6月下旬，愛國陣線成功將基加利完全包圍，並開始進軍該市。儘管政府軍有人力和火力上的優勢，愛國陣線仍穩步取得大塊面積，並多次從敵人後方救出平民。據當時擔任聯合國駐盧旺達維和部隊司令官的羅密歐·達萊爾回憶，情報官出身的卡加梅深諳心理戰術，他成功讓市民意識到當時的政府只在意大屠殺能持續進行，並不在意市民的死活。愛國陣線於7月4日完全控制基加利，並於7月18日拿下吉塞尼和西北部所有地區，臨時政府只得停止大屠殺並潛逃至薩伊。截至7月底，卡加梅的部隊幾乎控制了盧旺達全境，僅西南部一塊地區由法國所領導的聯合國維和部隊控制，法方的行動代號又稱綠松石行動。

## 婚姻及子女

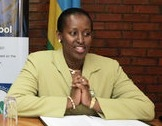
珍妮特·卡加梅

1989年6月10日，卡加梅於烏干達和旅居肯亞奈洛比的圖西族人珍妮特·尼伊拉蒙基（Jeannette Nyiramongi）正式喜結姻緣。卡加梅遵照盧旺達人的傳統，由親族相親認識了尼伊拉蒙基。此前，卡加梅親自到奈洛比和尼伊拉蒙基相見並自我介紹，還邀請她到烏干達和他見面。她對卡加梅的初步印象非常正面，在和未婚夫碰面前便早已聽聞他在盧旺達愛國陣線的事蹟，也非常欽佩愛國陣線對領導難民回到盧旺達的崇高目標。兩人共育有四名子女，長子伊凡（Ivan Cyomoro Kagame）於1990年出生，女兒安哲於1993年出生，之後還有兩名兒子相繼誕生，分別為伊恩（Ian Kagame）和布萊恩（Brian Kagame）。

## 副總統及國防部長任期
大屠殺過後的盧旺達政府於1994年7月在基加利正式就任，新政府鬆散地依據《阿魯沙協議》治理國家，但將已故前總統朱韋納爾·哈比亞利馬納所屬的政黨爭取發展全國革命運動宣佈為非法，其黨員在政府中擔任的要職則由愛國陣線人士遞補。原政府軍則被解散，並由愛國陣線的軍事分支取代之，成立盧旺達愛國軍（Rwandan Patriotic Army），即今盧旺達國防軍的前身。卡加梅同時兼任副總統和國防部長二職，巴斯德·比齊蒙古則被任命為總統。比齊蒙古為胡圖族人，在叛逃至愛國陣線前曾於哈比亞利馬納政府內擔任公職。雖然比齊蒙古和其內閣能有限度地主導內政議題，但卡加梅為三軍統帥，且為國家實際上的領導人。

### 國內情勢

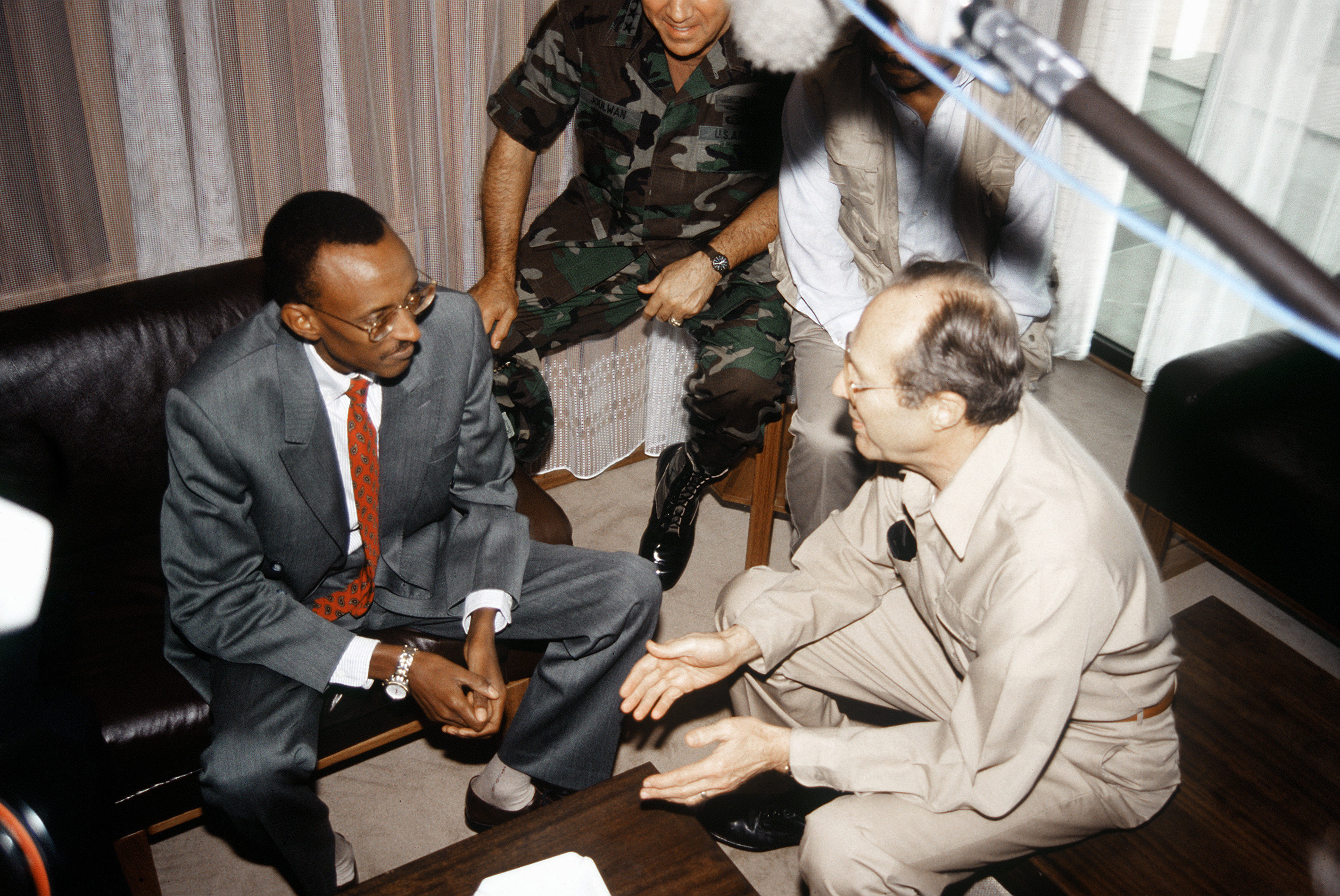
1994年7月，副總統卡加梅於基加利接見美國國防部長威廉·佩里，商討盧旺達國情的事宜。

大屠殺對盧旺達的經濟和基礎設施造成了難以彌補的破壞，許多建築物不再適合居住和使用，前政府的人員在逃離時亦帶走了幾乎所有的現金和能搬動的財物。人力資源也受到重創，超過40%的人口不是已被屠殺就是逃亡國外。剩餘的人口則身心受創，多數人不是失去家人或曾經目睹過大屠殺的過程，就是曾親身參與大屠殺。卡加梅所領導的軍隊基本維持了社會的秩序，政府則開始重建家園。
雖然一些非政府組織陸續重返盧旺達展開活動，但此時的國際社會並未給予新政府足夠的關注和支持，且多數外援最終流入位於薩伊境內的由外逃胡圖族人所住難民營。對此，卡加梅積極改造新政府形象。為讓國際社會相信自己的政府不會偏袒圖西族人，而是為所有盧旺達人服務，他宣布將盧旺達身分證上標註族群的欄位移除，並在各種政策上淡化族群的色彩。
大屠殺期間及愛國陣線取得勝利後的數個月當中，部分愛國陣線士兵針對一些被懷疑參與或支持大屠殺的人民進行報復性殺害，這些士兵大多是於國內新招募入伍的圖西族人，他們因為失去親友而起報復之念。外界對這一連串報復性殺害的實際受害人數缺乏共識，人權觀察和一些學者如熱拉爾·普魯尼爾則估計受害人數可能高達10萬人左右，且卡加梅和愛國陣線高層默許甚至支持殺戮發生。卡加梅本人在接受調查記者史蒂芬·金澤的專訪則指出，自己不曾支持過這種報復性殺害，但由於愛國陣線晚期所招募的士兵素質參差不齊，因此自己也未能阻止悲劇發生。愛國陣線的惡行當中，以1995年發生的基貝霍屠殺事件最為外界所知，當時愛國陣線士兵對位於布塔雷省基貝霍的一座國內流離失所者營地開火。這場屠殺的死亡人數同樣缺乏共識，參與聯合國維和部隊的澳洲士兵估計死亡人數高達四千人，盧旺達政府的官方數字則僅338人。
愛國陣線取得政權後不久，盧旺達的新政府便對大屠殺期間所發生的各種罪行展開調查。聯合國於坦桑尼亞阿魯沙成立盧旺達問題國際刑事法庭，對主導大屠殺的盧旺達政府高層提出訴訟。盧旺達的新政府則對所有涉嫌參與大屠殺的盧旺達公民提出訴訟，包括許多動手行兇的平民，以終結大屠殺期間有罪不罰的情形。1994年至2000年期間共有12萬名嫌疑犯被逮捕，遠超出全國各監獄的設計收容人數，案件的多寡也使得司法系統無法一一對每一案件完成調查。截至2006年，僅一萬名被捕人士接受審判。對此，盧旺達政府成立基於盧旺達古老的村落道德制裁傳統的噶查查特殊法庭。儘管噶查查法庭的導入加快了案件的審判速度，但其欠缺現代司法審判中對程序的完備和證據的充分之嚴格要求亦受到批評。
1995年，執政不久的聯合政府遭遇了一次執政危機。由於各種暴力事件持續發生，且中央政府委任的各地方政府官員幾乎都是由愛國陣線的圖西族人所擔當，造成中央政府內的胡圖族高層對卡加梅的不滿日益加劇，其中包括總理福斯坦·圖瓦拉蒙古和內政部長塞斯·森達宗加。圖瓦拉蒙古於該年八月自動請辭，翌日森達宗加和其他三位官員隨即被卡加梅免職。巴斯德·比齊蒙古雖持續擔任總統一職，但此後政府的閣員多以忠於卡加梅的圖西族愛國陣線黨員為主。在離開政府後不久，圖瓦拉蒙古和森達宗加流亡至國外並共組新的反對政黨。

### 難民危機和起義事件

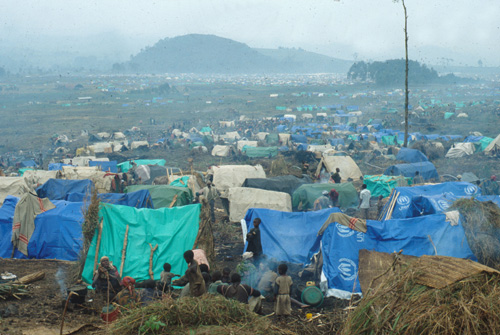
一座位於薩伊的難民營，攝於1994年。

愛國陣線取得政權後，由於擔心愛國陣線會採取報復行動，約有200萬胡圖族人逃離盧旺達至鄰國的難民營避居，其中又以薩伊的難民營最多。這些難民營由聯合國難民署負責興建，但實際上則由盧旺達的前胡圖族政權和其軍隊有效控制，其中包括一些策畫大屠殺的政府高層。該流亡政府正籌畫在未來重返盧旺達執政，並開始重整兵力。他們除了多次殺害居於薩伊的圖西族人，亦和武裝民兵組織聯攻派合作，不時越過邊境對盧旺達發動突襲。1996年後期，胡圖族武裝組織對盧旺達新政權的威脅日益增大，迫使卡加梅採取反制行動。
卡加梅首先加強國內部隊的軍事訓練，並支持居於薩伊南基伍省布卡武附近的圖西族群體亞穆楞吉人武裝推翻薩伊政府。在盧旺達軍隊的支持下，亞穆楞吉人成功擊敗了當地的軍警部隊並開始襲擊附近的胡圖族難民營。與此同時，卡加梅的部隊和居於戈馬附近的薩伊圖西族人合作，向該地的兩座難民營發動攻擊。在難民營遭到攻擊後，多數難民逃離到位於穆根加的大型難民營。1996年11月，部隊對穆根加的難民營發動攻擊，估計有80萬難民因此展開逃難。儘管對愛國陣線政權感到恐懼，許多難民依然選擇返回盧旺達居住，其餘則往薩伊西部逃難。
儘管這些難民營被迫關閉，前政權的部隊撤退至北基伍省，並對盧旺達發動跨境攻擊。這些攻擊行動持續對盧旺達西北地區造成威脅，且受到當地不少胡圖族人的支持，這些人當中有不少人曾居於被盧旺達部隊攻擊的難民營。在持續支援薩伊境內武裝叛變的同時，卡加梅於國內發動了新的一波政治宣傳運動，以爭取胡圖族人支持自己的政府。他除了開放前政府的軍人加入以愛國陣線黨員為主的國防軍，且委任胡圖族人擔任地方政府要職，尤其是時常遭到前政權部隊攻擊的西北地區。這些政策取得極大的成效，以致1999年西北地區的居民多數不再支持當地的武裝叛變，殘餘的力量也幾乎被殲滅。

### 兩次剛果戰爭
儘管卡加梅對薩伊採取軍事行動最初的動機是為了拆散該國的胡圖族難民營，他於日後亦決定發動戰爭推翻長年主政薩伊的獨裁者蒙博托·塞塞·塞科。蒙博托除支持難民營當中的盧旺達大屠殺參與者，他亦被指默許暴徒對薩伊境內的圖西族人。卡加梅和烏干達總統约韦里·穆塞韦尼共同支持新成立的解放剛果民主力量同盟，該同盟結合薩伊境內的四個叛變組織，並由洛朗-德西雷·卡比拉擔任領導人，發動第一次剛果戰爭。1996年11月，同盟在盧旺達和烏干達兩國部隊的支持下成功拿下北基伍省和南基伍省，並向西挺進取得大片區域。由於薩伊政府軍的軍紀、士氣敗壞，同盟在沒有和政府軍發生太多激烈的戰鬥下便輕鬆取得勝利。截至1997年5月，同盟幾乎控制薩伊全境，僅未拿下首都金夏沙。深知勝負已定的蒙博托選擇流亡國外，同盟因此在沒有發生戰鬥的情況下便拿下首都。薩伊的國號被更名為剛果民主共和國，卡比拉也隨即就任新總統。第一次剛果戰爭期間，盧旺達軍方和同盟被指曾參與一些暴行，據統計有多達22.2萬盧旺達胡圖族難民因不明原因失蹤。
卡比拉就職後，卡加梅和盧旺達政府持續發揮強大的影響力，大量盧旺達部隊亦持續駐紮於首都金夏沙。不少首都的市民和其它基伍地區東部的居民對此感到相當反感，族群間的矛盾日益升溫。1998年7月，卡比拉將盧旺達籍的參謀總長詹姆斯·卡巴雷貝解職，並下令要求盧旺達部隊必須完全撤離國內。卡加梅指控卡比拉暗中支持北基伍省內反抗盧旺達的武裝組織，先前卡加梅也曾用同樣的理由指控蒙博托。為報復卡比拉將自己的部隊驅逐出境，卡加梅轉而支持剛果民主共和國境內一支新的武裝反抗組織剛果民主聯盟，並發動第二次剛果戰爭。第二次剛果戰爭的第一場戰役採閃電戰術，盧旺達愛國軍（今盧旺達國防軍）並和剛果民主聯盟共同組成聯軍，由詹姆斯·卡巴雷貝擔任指揮官。聯軍很快取得優勢，僅用12天便由基伍地區各省向西挺進至首都金夏沙以東130公里處。由於安哥拉、納米比亞和辛巴威的介入支持卡比拉政權，金夏沙並未被聯軍拿下。由於閃電戰術失敗，戰爭形勢也發展為常規戰爭，並持續至2003年才告終，此一期間除造成多達上百萬人死亡，亦造成其它方面的巨大損失。根據國際救援委員會的一份報告指出，該場戰爭共造成300萬至760萬人死亡，其中多數人死於因社會動盪所帶來的飢荒與疾病。
儘管卡加梅發動兩次剛果戰爭是為確保盧旺達的安全，卡加梅亦被指控藉機讓盧旺達從剛果民主共和國豐富的礦產資源中取得巨大的經濟利益。聯合國於2001年發表的《非法開採剛果民主共和國自然資源和其他形式財富問題專家小組的報告》指出，卡加梅和烏干達總統穆塞維尼「正成為剛果民主共和國非法採集自然資源和持續動盪的教父」。該報告進一步指出，盧旺達國防部設有專責單位負責向基桑加尼地區的合法採礦業者收取稅金，且有相當數量的鈳鉭鐵礦和鑽石由該單位透過基加利（盧旺達首都）轉賣至國際市場。國際性的非政府組織全球證人亦於2013年初展開田野調查，並指出北基伍省和南基伍省的一些礦產被非法出口至盧旺達，且其產地於國際市場上被標註為盧旺達產。對此，卡加梅於2002年接受《非洲解密》通訊社採訪時否認該指控，並指出該指控毫無證據且充滿政治動機。他進一步指出，若該指控屬實且有任何盧旺達官員涉入，盧旺達當局絕不會坐視不管。2010年，聯合國發表一份報告，指盧旺達軍方於兩次剛果戰爭期間曾於剛果民主共和國境內犯下大規模侵害人權和反人類罪行，盧旺達政府則否認這些指控。

## 總統任期

### 就任
1990年代後期，卡加梅和總統巴斯德·比齊蒙古及其領導以胡圖族人為主的政府之間的矛盾日益顯見。卡加梅指責比齊蒙古作風腐敗且管理能力欠佳，比齊蒙古則反指自己無能對內閣的人事安排施加影響，且國會不過是卡加梅的傀儡。比齊蒙古於2000年3月辭任總統。歷史學家對於比齊蒙古辭職的確切原因缺乏共識，美國作家史蒂芬·金澤稱：「彼時一位卡加梅的好友曾致電卡加梅有關於比齊蒙古即將辭職的消息」，法國歷史學家熱拉爾·普魯尼爾則稱由於當時比齊蒙古和國會及愛國陣線公然作對，因此他是在卡加梅的壓力下被迫辭職。比齊蒙古辭職後，卡加梅在最高法院決議下就任代理總統，直至正式總統就任為止。
卡加梅自1994年起便為盧旺達的實質領導人，但其將更多重點放在軍事、外交和國家安全方面，並未在內政方面有過多著墨。2000年以後，跨境武裝勢力對盧旺達的威脅以大幅減低，而當比齊蒙古辭任總統後，卡加梅亦有意接替其職位。此時臨時憲法尚未廢除，因此總統人選由政府閣員和國會議員表決任命，而非由普遍選舉產生。
愛國陣線共推出兩名總統候選人，分別是卡加梅和擔任愛國陣線秘書長的查爾斯·穆里甘德，卡加梅並以81比3的壓倒性票數當選總統，於2000年4月正式宣誓就任。此時，部分胡圖族政治領袖亦於比齊蒙古辭職後不久便離開執政團隊，其中包括總理皮埃爾-塞萊斯坦·魯維格馬。此時，內閣的組成已由親近卡加梅的政治人物主導。 辭任總統後，比齊蒙古隨即組建新政黨，但該黨成立不久後便遭卡加梅政府以「妨礙國家穩定」名義強制解散。隨後，比齊蒙古被逮捕，並遭法院以腐敗和煽動族群暴力等罪刑判刑入獄，直至2007年才由卡加梅特赦出獄。

### 頒布新憲法
1994年至2003年期間，盧旺達政府依據前總統朱韋納爾·哈比亞利馬納任內所頒布的1991年憲法、阿魯沙協議以及過渡政府所通過的一系列法案的基礎下執政。卡加梅根據這些法案的規定，設立憲法起草委員會以擬定一部永久憲法，新憲法將確立三權分立等現代民主政治運作原則。為確保新憲法符合盧旺達的國情和國民全體的利益，委員會採問卷調查方式向全國各個公民團體徵詢意見，並一概拒絕國外專家提供意見，僅接受國外在資金上的支援。
新憲法的草案於2003年對外發表，並由國會通過，之後於該年5月訴諸全民公投。政府積極向民眾宣傳公投案，以致有高達95%的合格選民登記投票，最後投票率則為87%。新憲法得到絕大多數選民支持，有高達93%的選民投下支持票。新憲法規定盧旺達實施多黨制，國會採兩院制，總統任期為七年。該憲法的設計亦防止任何族群在政治上取得壟斷性優勢，其中第54條更明確規定「任何政治團體不得以人種、族群、部族、宗族、地域、性別、宗教或任何歧視性區分為政治主張。」對此，人權觀察則提出批評，認為第54條的規定以及國會於日後通過的一些法案不過是以防止大屠殺再次發生為由，行箝制任何異議之實，以確保盧旺達成為實質上的一黨制國家。

### 歷次選舉

#### 2003年總統選舉
新憲法於2003年5月通過後，盧旺達政府為新法實施後的第一波選舉安排日期，其中總統選舉計畫於2003年8月25日舉行。該年5月，國會一份調查報告指出共和民主運動黨的意識形態主張分化族群，國會並表決通過解散該政黨，儘管該黨曾為過渡政府的成員之一，且為盧旺達國內僅次於愛國陣線的第二大黨派。對此，國際特赦組織提出批評，稱報告當中的無端指控不過是為盧旺達政府剷除異議尋找藉口。

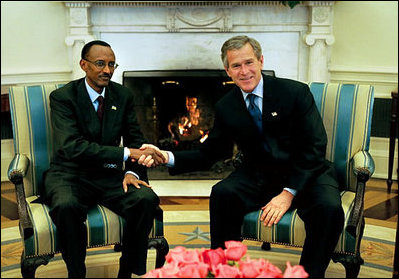
2003年3月，卡加梅受美國總統喬治·沃克·布希之邀訪問美國。

愛國陣線提名卡加梅為該黨的總統候選人，此前卡加梅已擔任代理總統三年。他的主要對手為1994年至1995年期間曾擔任總理、於1995年因和卡加梅理念不合而辭職並流亡比利時布魯塞爾的福斯坦·圖瓦吉拉蒙古。圖瓦吉拉蒙古原計畫代表共和民主運動黨參選，後因該黨遭解散而以無黨籍人士參選。圖瓦吉拉蒙古於2003年6月返國，並於該年8月開始組織競選團隊。此外，還有兩名候選人角逐總統大位，他們分別是阿爾維拉·穆卡巴蘭巴（Alvera Mukabaramba）和讓·尼波穆西尼·那因齊拉（Jean Nepomuscene Nayinzira）。穆卡巴蘭巴為醫師出身，曾為共和民主運動黨員，後成為新成立的進步協和黨黨員並代表該黨參選總統。那因齊拉則以無黨籍人士參選，其競選主軸強調自己對上帝的信仰。選舉前一天，穆卡巴蘭巴宣布退出競選。她指責圖瓦吉拉蒙古撕裂族群，並建議自己的支持者將選票投給卡加梅。8月25日，選舉如期舉行，三位參選人分別為卡加梅、圖瓦吉拉蒙古和那因齊拉。
8月26日，在開票作業尚未完成之際，卡加梅因自己票數遙遙領先其他對手而自行宣布當選總統，國家選舉委員會也在之後確認卡加梅當選。開票結束後，卡加梅共贏得95.1%的選票，圖瓦吉拉蒙古和那因齊拉則分別贏得3.6%和1.3%的選票，投票率則高達95.1%。該場選舉無論是在競選期間、投票日當天還是開票之後皆大致和平，儘管一位歐洲聯盟觀察家指出反對陣營支持者可能受到愛國陣線恐嚇威脅。選後，圖瓦吉拉蒙古不承認選舉結果，並對票數的懸殊提出質疑。他指：「接近百分之百？那怎麼可能。」圖瓦拉蒙古向最高法院提出選舉無效之訴，遭駁回。該名歐盟觀察家亦對選舉結果提出質疑，但對選舉本身提出正面觀點，認為是一大進步。卡加梅本人在接受記者史蒂芬·金澤的採訪中指出，反對陣營的勢力薄弱，他自己相信選舉結果不存在問題。他同時告訴金澤：「選民多半期待能保障所有盧旺達人的安全和盧旺達社會的穩定，包括那些對我黨的政策缺乏了解的選民亦認為我黨最符合他們的期待。」9月12日，卡加梅正式宣誓就職，開啟了他的七年總統任期。

#### 2010年總統選舉

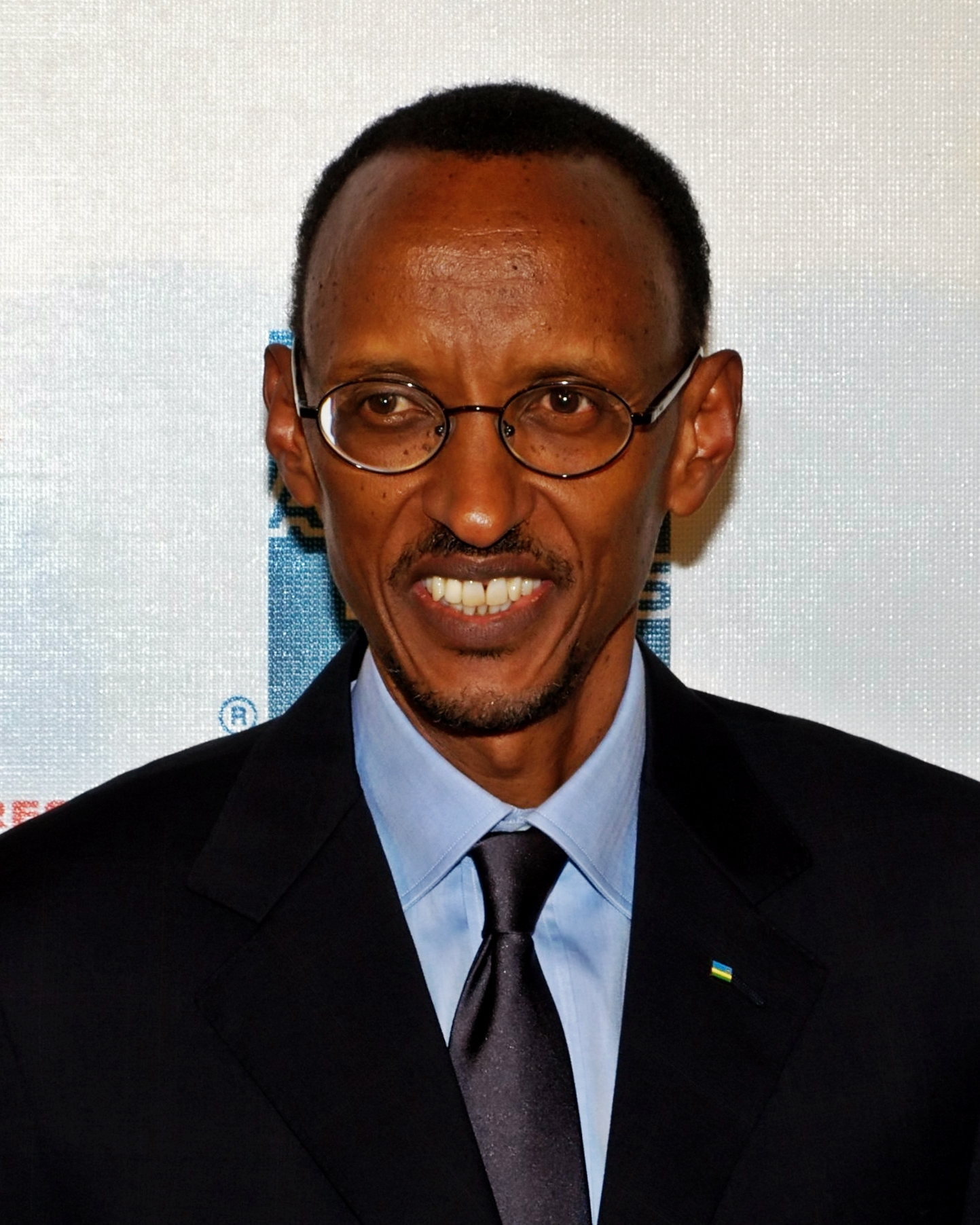
2010年的卡加梅。

隨著卡加梅的第一任總統任期結束，盧旺達於2010年舉行總統選舉。根據規定，卡加梅有資格再競選連任一次。該年1月，旅居荷蘭多年的胡圖族人薇克圖瓦爾·英加比勒返回盧旺達並表態參選，各候選人的競選活動也隨即展開。返國後，英加比勒曾就1994年發生的大屠殺表態意見，因此被政府以危害國家安全罪名起訴。當局指出英加比勒涉及發表否定大屠殺之言論，因此於2010年4月將她逮捕。儘管之後她保釋出獄，但已喪失競選資格。2012年10月，基加利高等法院判處英加比勒高達十五年的刑期，盧旺達政府也因此備受國際特赦組織嚴厲指責。
2010年5月，愛國陣線全國代表大會提名卡加梅為該黨的總統候選人。7月，卡加梅正式登記參選，成為該屆總統選舉第一位登記參選的候選人。除卡加梅外，還有三位候選人參選總統並成功登記，他們分別是社會民主黨的讓·達瑪森·恩塔伍古利來由、自由黨的普羅斯佩·希基羅和進步協和黨的阿爾維拉·穆卡巴蘭巴。除四位參選人外，還有兩位人士曾試圖登記為候選人但未能成功登記。人權觀察指出卡加梅的三位對手皆為愛國陣線的支持者，且聲稱多數盧旺達人皆清楚三位候選人所代表的黨派不過是愛國陣線的側翼，而非真正的反對黨，對愛國陣線不友善的政黨則皆被排除在選舉外。
選舉前夕發生了多次針對反對人士和媒體的暴力事件。2月，發生於基加利的手榴彈爆炸案共造成了兩人死亡。檢方將嫌疑人指向卡洋巴·尼亞姆瓦沙，尼安瓦沙為盧旺達國防軍退役將軍，後成為反對人士。隨後，尼安瓦沙逃往南非約翰尼斯堡，並於6月遭人槍殺未遂。尼安瓦沙懷疑自己遭盧旺達政府派人暗殺，儘管盧旺達政府否認該指控。數日之後，一位自稱握有證據能證明盧旺達政府參與暗殺計畫的記者讓·萊奧納爾·盧甘巴格遭不明人士槍殺。7月，民主綠黨副主席安德烈·卡格瓦·盧威錫勒卡於布塔雷遭不明人士斬首。儘管沒有直接證據指出卡加梅政府為這些事件背後的幕後主使者，但這些事件已引起聯合國的關切。
8月11日，國家選舉委員會公布選舉結果，確認卡加梅當選。根據選舉結果，卡加梅共獲得93.08%的選票，排名第二的恩塔伍古利來由則獲得5.15%的選票，投票率為97.51%。反對人士與人權組織則指出該場選舉充斥著恐嚇與政治暗殺，且缺乏公平競爭。對此，卡加梅則表示：「我不認為選舉過程有任何問題，但有些人非得對不存在的問題指指點點。」選舉過程大致平靜，除國家選舉委員會宣布卡加梅當選後數小時曾發生另一起手榴彈爆炸案，造成20人受傷。一些媒體報導指出，該次爆炸案可能基於政治動機，且和先前的爆炸案存在關聯性。

#### 2015年修憲公投
卡加梅在第二任總統任期期間，已暗示自己可能推動修改憲法中對於連任次數的限制，讓自己在2017年時有資格第三次競選總統。儘管他最初否認自己有這種安排，但2014年他於美國塔夫茨大學發表的一場演說中透露自己不清楚自己何時會卸任總統職位，且自己會尊重盧旺達人民的決定。卡加梅告訴與會者：「我們靜待事情發展，但無論結果如何，我們都會給出合理的解釋。」隔年，盧旺達國會外出現示威浪潮，且共有370萬人聯署要求國會議員通過法案讓卡加梅能再次連任，聯署人數超過全國合法選民的半數。為回應聯署訴求，國會於2015年11月表決通過修憲法案，參眾兩院所有議員皆無異議投下贊成票。根據該修憲法案，總統任期將由原本的七年縮短為五年，連任次數同樣為一次。不過法案亦為卡加梅開放特例，他除了能再次連任七年任期之外，還可於三次七年任期後兩次競選五年任期。修憲法案於國會表決通過後，必須訴諸全民公投方可生效。
修憲公投於2015年12月18日舉行，海外盧旺達公民則於前一日12月17日投票。法案最終獲得通過，共有616萬選民投下贊成票，比數達98%之多。國家選舉委員會聲稱投票過程相當順利且和平。反對該法案的民主綠黨則表示政府並未允許該黨公開宣傳反對該法案的理念。人權觀察執行董事肯尼思·羅斯於Twitter上發文表示自己不相信該次公投符合公平和自由原則，尤其當盧旺達的異議人士和公民社會皆遭到打壓的情況下。歐盟和美國亦對該次公投表示批判，指卡加梅應尊重先前的任期規範並培養新一代領袖接班，而非修法讓自己不斷連任。針對這些批評，卡加梅則指出允許自己能續任第三任期並非自己個人的意見，而是國會與人民的共識。

#### 2017年總統選舉

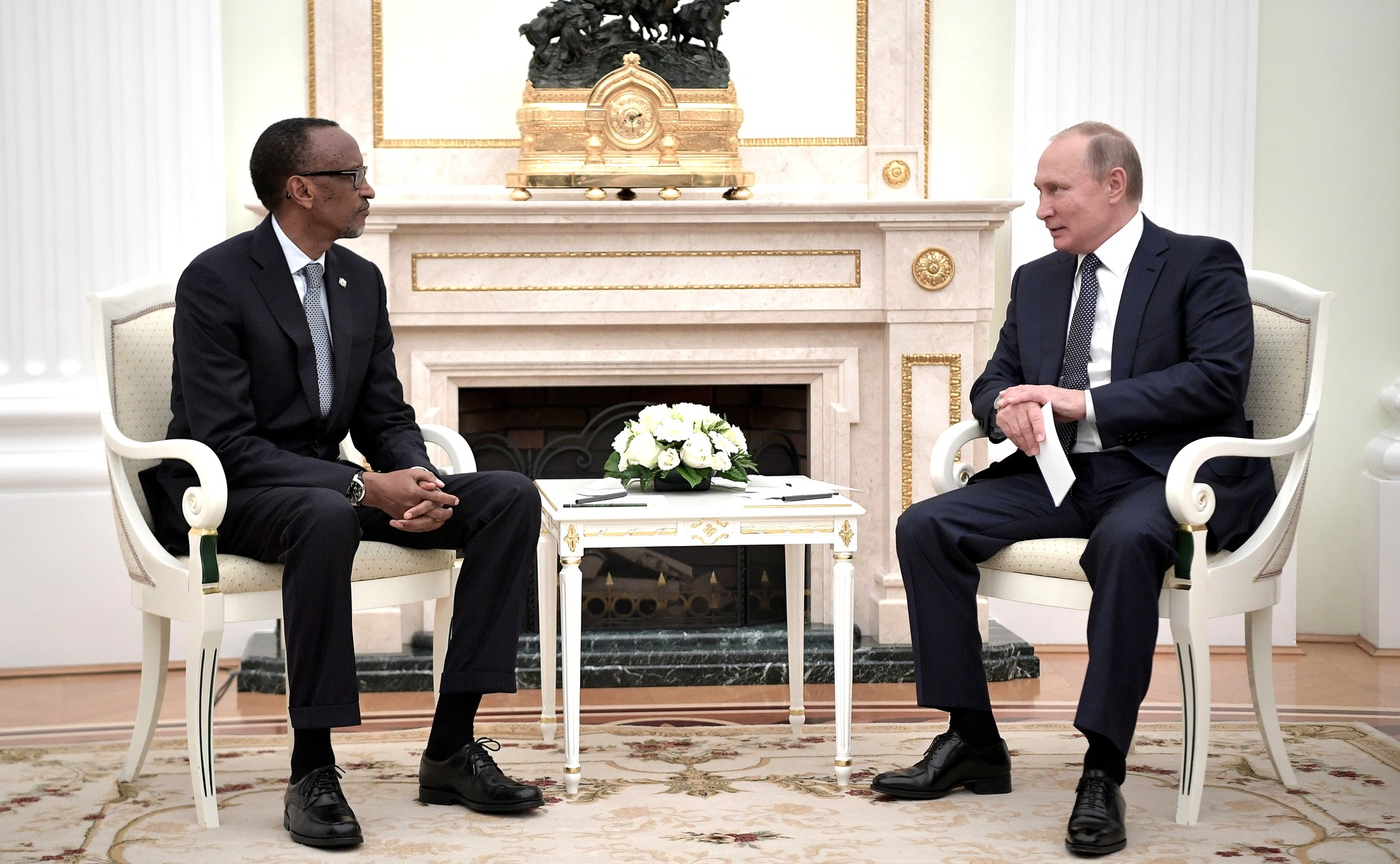
2018年6月，俄羅斯總統弗拉基米爾·普京接見卡加梅。

修憲公投通過後，盧旺達於2017年8月4日舉行總統選舉，卡加梅以98.79%的得票率成功連任。卡加梅於同年8月18日正式宣誓就職，開啟其第三任七年的總統任期。

### 內政

#### 2020年宏願
1990年代末期，當時擔任副總統的卡加梅便已著手國家發展的藍圖，他除了向國內各界徵詢意見，亦向國外專家取經，尤其重視那些轉型成功的新興經濟體的經驗，這些國家包括中华人民共和国、新加坡和泰国。卡加梅就任總統之後，他根據這些人的意見訂定了稱為《2020年宏願》的國家發展方針。該政策旨在團結所有盧旺達人，並將盧旺達由極為貧困的國家轉型為中等收入國家。該計畫並為政府訂定了一系列可量化指標，並將2020年設為達成目標的期限，這些項目包含了重建家園、基礎建設、改善交通、提高政府效能、提高農業產值、促進民營事業發展和提高教育和衛生水平。
2011年，盧旺達財政與經濟規劃部針對《2020年宏願》的實施進度發表了一份報告，該報告將《宏願》中設定的44個指標依落實進度不同分為三個評級，分別為「正常」（On-track）、「待觀察」（On-watch）和「落後」（Off-track）。44個指標當中，有66%的指標被評為「正常」，11%的指標為「待觀察」，22%的指標為「落後」，其中被評為「落後」的指標多和人口、貧困和環境有關。除盧旺達政府外，比利時學界的一群專家亦於2012年以第三方身分對《2020年宏願》做出了評比，並對該政策落實的進度給予高度評價，尤其在提高教育與衛生水平和建立友善經商環境方面獲得的評價最高。此外，該評比亦指出《2020年宏願》的不足之處，比如點名該政策以「成長最大化」為目標將不可避免地加大城鄉差距。
2013年，卡加梅接受《金融時報》旗下的《這就是非洲》雜誌採訪時表示：「我們在思考問題時一向以人民的福祉為中心。我們在制定國家的年度預算時，總是將教育、衛生、科技、人才、創新和創造力視為優先項目。我們總是想著人民、人民、人民。」

#### 經濟

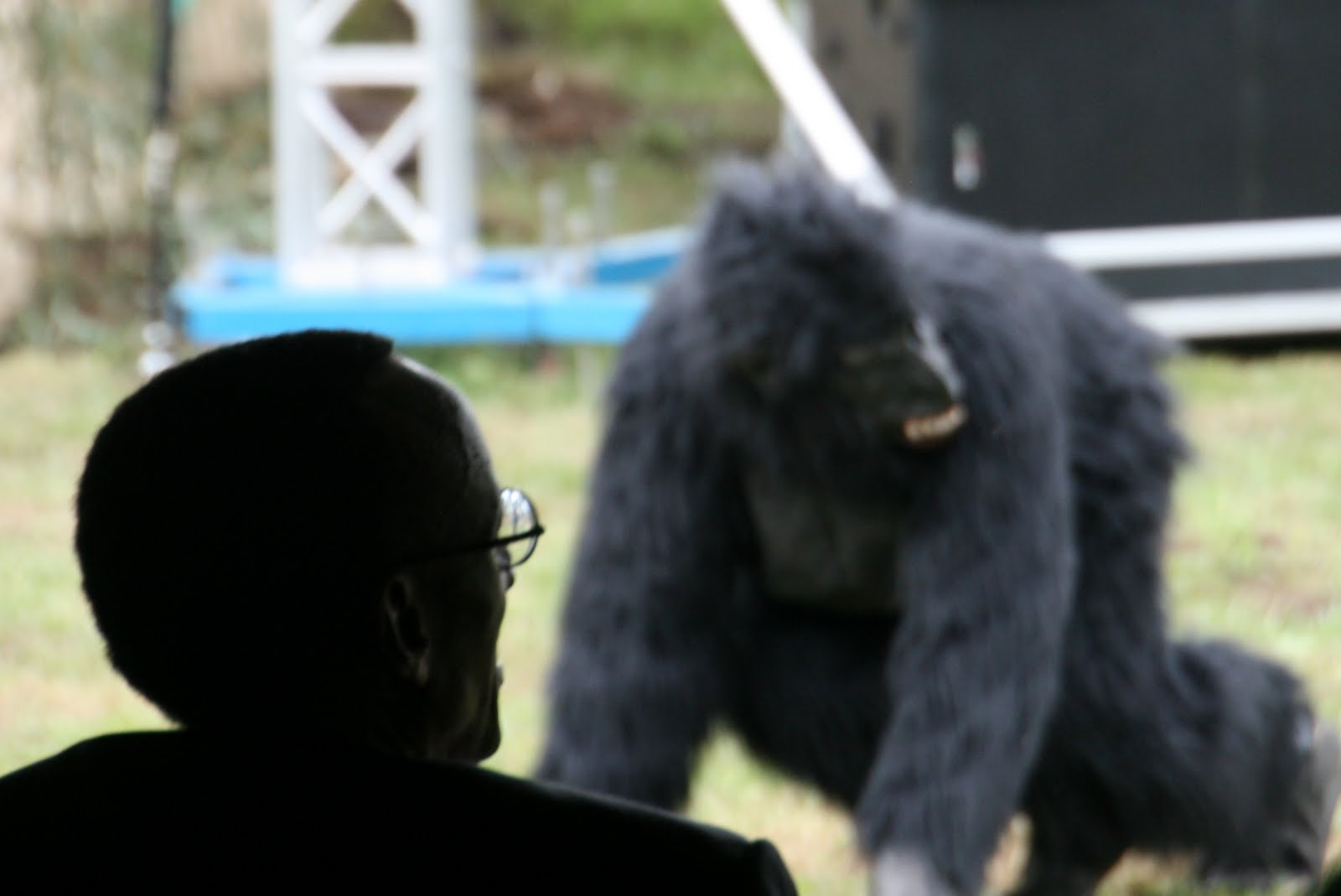
2010年，卡加梅正在觀賞被稱為奎達伊茲納的山地大猩猩命名儀式。

卡加梅擔任總統期間，盧旺達的經濟經歷了高速的增長，以購買力平價計算的人均國內生產總值於2013年為$1,592國際元，相較於2000年時的$567國際元而言明顯提高許多。2004年至2010年期間，盧旺達的年經濟成長率平均達8%。卡加梅的經濟政策著重經濟自由化、國營企業私有化和為從商者改善政府官僚中的繁文縟禮風氣，並將盧旺達由以農業為主的經濟體轉型為以知識為主的經濟體。卡加梅表示，新加坡自1960年代以來的發展經驗值得盧旺達借鏡，因此政府於《2020年宏願》政策中將轉型為中等收入國家設為核心目標。卡加梅的經濟政策受到不少國外投資者的青睞，其中包括美國前總統比爾·柯林頓和星巴克執行長霍華德·舒爾茨。剛果共和國政府和一些人權團體則指控盧旺達非法侵占剛國境內的礦產資源，總部設於英國倫敦的《每日電訊報》聲稱搜刮他國資源為盧旺達近年來經濟得以高速發展的重要因素之一。
盧旺達境內缺乏大量天然資源，其經濟極為仰賴自給農業，估計有90%的就業人口從事該行業。自卡加梅總統上任以來，服務業大幅成長，並於2010年成為盧旺達經濟結構中比重最大的產業，共佔該年盧旺達國內生產總值的43.6%。主要的第三產業包括銀行與金融業、批發與零售業、旅館與餐飲業、運輸業、倉儲業、通訊業、保險業、房地產業、企業服務業以及涵蓋教育與衛生的公共行政服務。信息與通信技術為《2020年宏願》的重點發展項目之一，其目標使盧旺達成為非洲的資通訊產業中心。為達成該目標，盧旺達政府共建置了2,300公里的光纖網絡，以提供良好的寬頻服務電子商務環境。旅遊業為盧旺達成長速度最快的產業之一，並為2011年該國外匯的最大來源。儘管盧旺達的形象因1994年的大屠殺而重創，該國在卡加梅的領導之下成功洗心革面，如今已被視為非常安全的旅遊地點。2011年，到訪盧旺達旅遊的外籍旅客當中有16%來自非洲以外地區。山地大猩猩為盧旺達最具吸引力的旅遊資產之一，每年有數以千計的旅客願意付出高額的費用取得許可證前來觀賞。
盧旺達於世界銀行所發布的經商容易度指數中的多項指標均有相當優良的表現。2005年，該國排名僅為第158名，卡加梅政府因此特別設立專責單位研究改進方針。2009年，盧旺達成為該指標中改革表現最佳的國家之一。2012年，全世界共有185個國家列入經商容易度評比，盧旺達的排名已由七年前的第158名大幅躍升至第52名，在46個撒哈拉以南非洲國家中則為第3名。其中盧旺達於「創業容易度」項目的排名更高達世界第8名，這可歸功於盧旺達發展局的友商規定，讓企業能於申請註冊後24小時內獲得批准。盧旺達友善的經商環境還可歸咎於該國相對清廉的政治風氣。根據透明國際2010年的評比，盧旺達的清廉度於46個撒哈拉以南非洲國家排名第8，在世界178個國家中排名第66。

#### 教育與衛生
卡加梅非常重視盧旺達青年的教育，教育預算在每年政府預算中的比重高達17%。公立學校為國民提供十二年的免費教育，其中前六年為初等教育，後六年為中等教育。2012年以前免費教育為九年，之後延長至十二年是為兌現卡加梅2010年競選總統時的承諾。卡加梅對於政府推動高等教育的表現給予積極評價。1994年，盧旺達僅有1所大學，2010年則有29所，高等教育的毛入學率則由2008年的4%增加至2011年的7%。1994年至2009年期間，中等教育以法語和英語授課。自2009年起，由於盧旺達於該年加入英聯邦，而且東非共同體日益整合，所有公立學校自小學四年級起全部採用英語授課。該國的識字率也由1978年的38%和1991年的58%，提高至2009年的71%。識字率為所有15歲以上的國民能書寫的比例。
傳染性疾病為盧旺達所面臨的主要衛生問題之一，這些疾病包括瘧疾、肺炎和艾滋病。近年來，盧旺達的傳染病無論是普及率還是致死率皆已大幅降低，惟一些特殊藥物的短缺不時造成該國防疫上的困難。對此，卡加梅將改善藥物短缺問題列入《2020年宏願》，並將衛生方面預算在國家年度預算中的占比由1996年的3.2%提高至2008年的9.7%。此外，卡加梅政府亦成立一些專責訓練單位，包括基加利衛生機構（Kigali Health Institute），並於2008年修法強制將所有國民納入健康保險，截至2010年全民健保的覆蓋率已達90%。這些政策除穩定提升盧旺達衛生條件，亦令卡加梅治下的盧旺達在諸多評比中表現優異。2010年，盧旺達每1,000名孩童中有91名孩童在滿五歲前死亡，該數字於1990年為163名孩童，二十年間的進步相當耀眼。不少疾病的普及率皆大幅下降，其中包括產婦和新生兒在內的破傷風已完全杜絕，瘧疾的嚴重性、死亡率和致死性則大幅降低。為改善醫療人員的短缺問題，盧旺達政府於2011年啟動一項八年共1億518萬美元的項目用於訓練醫療人員。

##### 新冠病毒疫情處理
2020年3月，盧旺達出現首例新冠病毒確診案例，為非洲較早出現病例的國家，但事後盧旺達對疫情的有效控制受到了國內外的肯定。儘管盧旺達的醫療體系尚不成熟，該國的確診病例和死亡率卻低於多數國家，因此被視為抗疫成功的典範。具體抗疫措施包括為所有國民提供免費檢測服務、動員大量醫療人員、對病毒接觸者進行追蹤調查等。此外，聯合國開發計劃署所捐贈的機器人也被用於對病患進行體溫測量等簡單的檢測，以及在隔離設施內運送食物等工作。也有人批評盧旺達政府的防疫措施過度侵犯人民的個人自由和公民自由。

### 外交

#### 剛果民主共和國

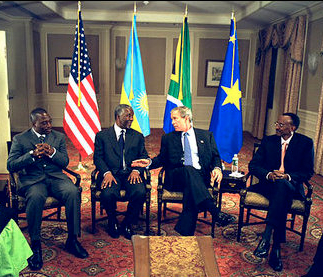
卡加梅（右）與剛果民主共和國總統約瑟夫·卡比拉、南非總統塔博·姆貝基和美國總統喬治·沃克·布希於2002年舉行一場和平峰會。

第二次剛果戰爭於1998年爆發，至2000年卡加梅就任盧旺達總統時依然持續。當時納米比亞、安哥拉、辛巴威和查德皆投入兵力支持剛國政府，盧旺達、烏干達和蒲隆地則支持武裝反抗組織。1999年，反抗組織剛果民主聯盟分裂為兩派，分別為盧旺達支持的剛果民主聯盟－戈馬和烏干達支持的剛果民主聯盟－基桑加尼。此外，烏干達還支持以剛國北部為基地的反抗組織剛果解放運動。儘管這些反抗組織皆將金夏沙的卡比拉政府視為共同的敵人，但各方之間的敵意亦日益加劇。之後各方曾多次展開和平對話，並於1999年達成《路沙卡停火協議》。儘管卡加梅、卡比拉和涉入的外國政府皆為簽署協議，由於簽署者並未包括諸反抗組織，因此武裝鬥爭並未協議簽署而結束。盧旺達愛國陣線於2000年時仍高度介入戰事並和多方交戰，除了於基桑加尼和烏干達軍方交戰，亦於開賽地區與加丹加省和卡比拉的部隊交戰。
2001年1月，卡比拉於總統府遭射殺身亡。剛果民主共和國政府聲稱兇手為卡比拉的其中一名護衛，並稱其已於現場遭擊斃。法國報紙《世界報》所刊登的一則報導則指出，卡比拉是遭自己於第一次剛果戰爭時組建的童兵團卡多戈（Kadogo）所擊斃。卡多戈除在開賽地區與加丹加省的戰場上損傷慘重外，其士兵待遇極差，隨後也遭到卡比拉忽視。卡比拉遭刺殺後，其兒子約瑟夫·卡比拉隨即被指派為總統，他即刻利用職權將父親的內閣解散，還將軍中的一些高級將領免職，並重組內閣且積極和國際社會展開互動。新政府的做法為新的和平協商提供條件，盧旺達、剛果民主共和國和其他主要各方並於2002年7月達成和平協議。根據協議，所有外國部隊將撤離剛果民主共和國，而剛果民主聯盟－戈馬將與卡比拉當局組成過渡政府，並由卡比拉擔任過渡時期的總統，直至透過公民投票選出新總統為止。截至2002年底，所有盧旺達正規部隊皆已撤出剛果民主共和國境內。
儘管協議得以簽署且各方部隊同意停火，卡加梅政府與民主剛果當局之間的關係依舊緊張。2003年，一份由聯合國發表的報告指出，盧旺達當局持續利用已撤出的軍隊非法採集民主剛果境內的礦產資源。同時，卡加梅亦指責卡比拉對北基伍省和南基伍省的胡圖族反抗勢力鎮壓無力。東部省分前後分別出現了兩股起義勢力：第一股勢力由民主剛果籍圖西族人洛朗·恩孔達所領導，於2005年至2009年間活動，第二股勢力又稱3月23日運動，自2012年起開始活動，領導人為博斯科·恩塔甘達。2013年初，恩塔甘達向國際刑事法庭自首，和平對談並於日後展開，但截至2013年5月衝突重現的風險依舊存在。人權觀察聲稱兩股起義勢力皆受到盧旺達當局支持，儘管卡加梅本人否認該指控。2012年聯合國一份外洩的報告中亦點名盧旺達政府對3月23日運動的支持，並指出卡加梅政府的國防部長詹姆斯·卡巴雷貝為該運動的實際指揮者。

#### 烏干達與東非各國

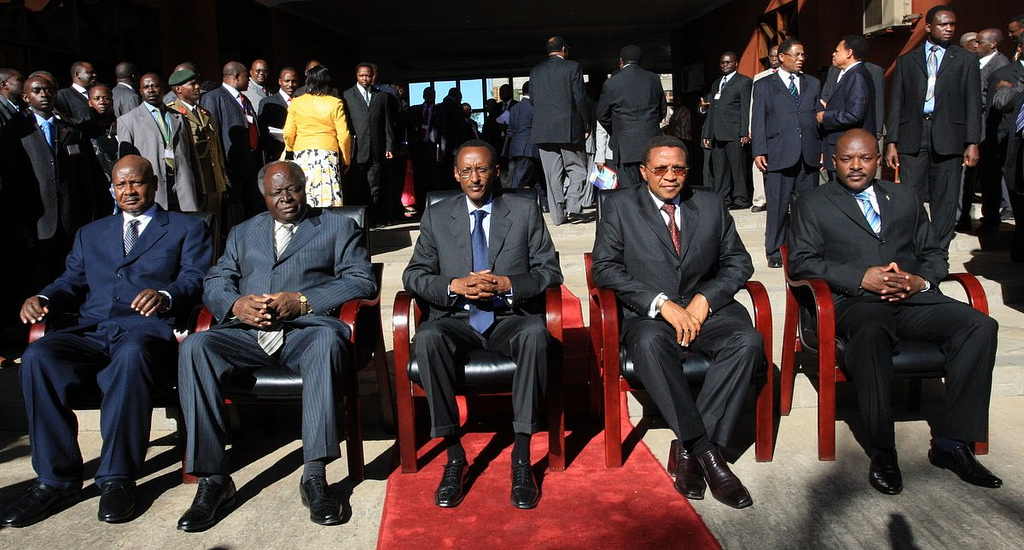
2009年4月，卡加梅與其他四位東非共同體國家領導人會面。

卡加梅的童年與青年時期皆於烏干達度過，其本人亦早於1970年代便和日後的烏干達總統約韋里·穆塞韋尼建立私交。當時穆塞韋尼為烏干達武裝反抗組織全國抵抗軍的領導人，卡加梅則在好友弗雷德·魯維吉耶馬的邀約下加入全國抵抗軍，因此卡加梅和穆塞韋尼在烏干達叢林戰爭期間可說是相互照應的戰友。1986年全國抵抗軍成功推翻當時的烏干達政府，穆塞韋尼並於戰勝後將卡加梅任命為軍事情報部門的首長。1990年，當潛伏於烏干達軍中的愛國陣線士兵叛離烏干達軍隊並向盧旺達發動攻擊，穆塞韋尼並未特別給予愛國陣線支持，但根據法國歷史學家熱拉爾·普魯尼爾推測，穆塞韋尼事前應對卡加梅的計畫知情。卡加梅發動戰爭初期，穆塞韋尼開放愛國陣線部隊能自由穿越烏干達領土進入維龍加山脈，此一方便為愛國陣線部隊作戰時提供了充裕的撤退空間。1998年的一次各國領袖會談中揭露，烏干達曾於盧旺達內戰期間給予愛國陣線部隊物資上的援助。愛國陣線戰勝後，兩國在政治和貿易上持續良好的互動。
盧旺達與烏干達於第一次剛果戰爭中為盟軍，雙方的共同目標為推翻當時的薩伊政府，除共同支持成立解放剛果民主力量同盟外，亦派遣部隊前往支援。第二次剛果戰爭中，兩國的部隊再次合作，不過由於卡加梅與穆塞韋尼的優先目標不同，雙方於1998年末出現分歧。1999年初，剛果民主聯盟分裂為兩派，盧旺達與烏干達分別支持不同的一派，該年8月兩國部隊於民主剛果城市基桑加尼展開激戰。雙方再次於2000年5月至6月期間交戰，史稱基桑加尼六日戰爭，共造成120名士兵和約640名剛國平民死亡。往後的十年，兩國的關係逐步改善。截至2011年，雙方的關係已完全恢復至戰前。
2007年，盧旺達正式加入東非共同體，當時的成員國共五國，除盧旺達外還包括烏干達、肯亞、坦桑尼亞和蒲隆地。為成為東非共同體的成員國，盧旺達和其他成員國互相簽署了多項協議，包括軍事情資共享、關稅同盟和共同打擊毒品交易。諸成員國並於2011年建立共同市場，並計畫於未來進一步整合，除有政治聯邦的構想，還規劃使用統一貨幣。

#### 法國
盧旺達於朱韋納爾·哈比亞利馬納擔任總統任內配合法國的非洲政策，因此和法國維持著友好關係。1990年，愛國陣線發動盧旺達內戰，法方隨即支援哈比亞利馬納政府。時任法國總統弗朗索瓦·密特朗調派600名傘兵支援盧旺達政府軍，並於戰爭初期幫助政府軍奪回大片已由愛國陣線拿下的地區。法軍於戰爭期間持續支援政府軍，並於1993年2月再度和卡加梅的愛國陣線部隊交戰，這場戰役中盧法聯軍戰敗，愛國陣線所控制的面積因此增加一倍。1994年大屠殺後期，法軍展開綠松石行動，該任務由聯合國主導並由法國執行，目的是為提供當地流離失所者、難民和人身安全受到威脅的平民一個安全的庇護區。許多盧旺達人則認為該任務的實際目的是為了保護胡圖族人免於受到愛國陣線的攻擊，其中包括不少親身參與大屠殺的族人。法方持續和愛國陣線保持敵意。由於法軍駐守於盧旺達的西南部地區，卡加梅不得不暫時策略性放棄取得該地區的計畫。
大屠殺結束後，法方和愛國陣線的敵意並未因綠松石行動的終止和愛國陣線的執政而改善。儘管盧法兩國的外交關係於1995年1月正式恢復，但兩國之間的關係依舊緊張。盧旺達指控法國支持大屠殺的參與者，法國則為自己的介入辯護。2006年，法國法官讓-路易·布呂吉埃對外發布了一份有關於盧旺達前總統哈比亞利馬納遭暗殺一事的報告，報告中直指卡加梅下令擊落哈比亞利馬納的專機。布呂吉埃法官隨即向卡加梅的九位親信發布通緝令。卡加梅對於該指控提出強烈抗議，並隨即宣布盧旺達與法國斷交。兩國關係於2008年逐漸改善，雙方邦交並於2009年末正式恢復。2010年，尼古拉·薩科齊成為大屠殺以後第一位訪問盧旺達的法國總統，薩科齊並首次代表法國承認大屠殺期間法方曾做出「極為錯誤的判斷」。卡加梅則於2011年訪問巴黎當作回報。
2017年法國總統選舉期間，卡加梅亦對法國的選舉發表意見。卡加梅在接受《年輕非洲》（Jeune Afrique）雜誌採訪時表示，由於其中一位候選人阿蘭·朱佩為大屠殺期間法國的外交部長，若選舉最終由朱佩獲勝，盧旺達可能會宣布和法國斷絕外交關係。

#### 美國、英國與英聯邦

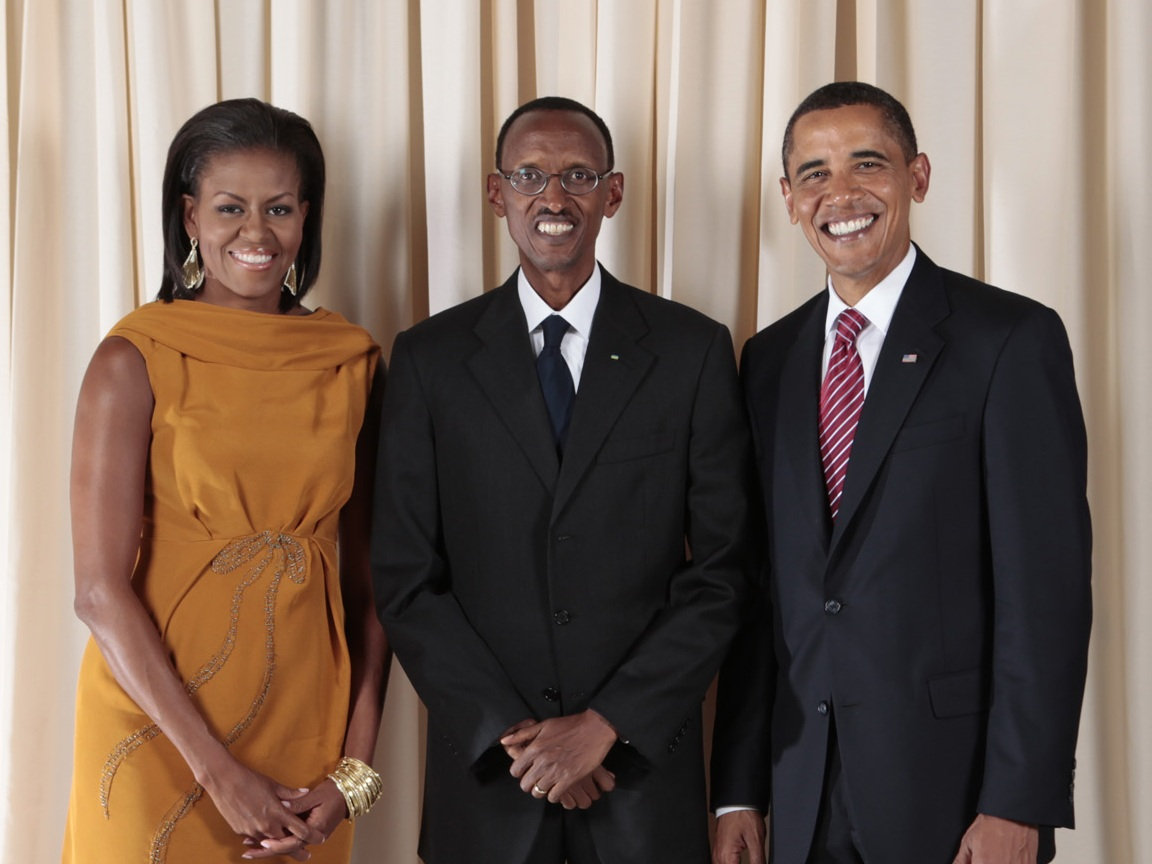
2009年9月，保羅·卡加梅與美國總統貝拉克·奧巴馬和第一夫人米歇爾·奧巴馬合影。

自1994年的大屠殺結束以後，盧旺達一直和英語系國家維持著良好的關係，特別是與美國和英國之間的關係。兩國對愛國陣線維持社會穩定和積極重建家園的政策皆給予高度支持，英國每年撥出鉅額款項給予盧旺達預算補助，美國則提供軍事支援，並與盧旺達在諸多發展項目上合作。身為總統，卡加梅對西方國家未積極阻止大屠殺發生表示遺憾。對此，英美兩國皆公開表示歉意。作為大屠殺發生時的美國總統，比爾·克林頓表示自己當時並未積極阻止悲劇發生乃為其個人的失敗。2000年代期間，克林頓與時任英國首相托尼·布萊爾皆積極肯定卡加梅主政時盧旺達的發展，稱讚盧旺達沒有濫用國際社會提供給該國的發展援助，乃為發展中國家的楷模。克林頓還表示卡加梅為當代「最了不起的政治家之一」。克林頓和布萊爾卸任國家領導人職位後持續和盧旺達當局維持良好的私人關係。克林頓透過其基金會的全球倡議項目（Clinton Global Initiative）持續支持盧旺達的發展項目，布萊爾則擔任盧旺達政府的無給職顧問。
為拉近盧旺達與英語系國家的關係，卡加梅讓盧旺達申請加入英聯邦，並於2009年成為會員國。當時盧旺達為英聯邦會員國中兩個在過去不曾為大英帝國殖民地的國家之一，另一國為莫桑比克。2011年英聯邦政府首腦會議於澳大利亞珀斯舉行，卡加梅首次參與該會議，並於該會議的商業論壇中發表演說。此外，盧旺達於2012年成功申請到联合国安全理事会輪值主席的職位，其代表並於2013年4月擔任該職位。
2010年代初期，由於有證據指出盧旺達當局暗中支持民主剛果東部的3月23日運動，盧旺達與美國和英國的關係因此出現緊張。2012年，英國暫停向盧旺達提供預算補助，並凍結該年2,100萬英鎊的款項。美國亦暫停雙邊部分的軍事支援，但不久後便恢復大多數的援助項目。

#### 中國
中華人民共和國自1971年起便參與盧旺達的基礎建設項目，早期的項目包括位於基本古和馬薩卡（Masaka）的醫院。卡加梅任職總統期間，盧旺達與中國之間的貿易顯著成長，2005年至2009年間雙邊貿易額成長五倍之多，2009年至2012年間亦增加一倍，2012年達1.6億美元。中國投資的項目包括基加利市的道路整建工程，該工程的經費來自中國政府的貸款，並由路橋建設負責施工。中國的另一個工程項目為基加利的地標基加利城市塔，其興建工程由中國土木工程集團承包。此外，中國還投資一家由星傳媒（Star Media）經營的付費電視服務。
卡加梅除對中國給予正面評價外，亦相當肯定中國與非洲國家之間的關係。2009年，他在一次專訪中指出：「中國為非洲帶來非洲需要的東西：對政府與企業的投資與資金。」卡加梅批評西方國家對非洲國家的援助過於重視單純的金錢援助，而非建立相互的貿易關係。他還指責西方國家以高額的關稅阻止非洲產品進入全球市場。相較於對西方國家的批評，卡加梅則對中國的對非政策讚譽有加，他並以西方國家批評卡加梅介入兩次剛果戰爭為例，稱讚中國不干預非洲國家內部事務的態度。

#### 減少盧旺達對外國之依賴
卡加梅的施政方向在於提高盧旺達的自主性，令盧旺達在未來能擺脫對外國金錢援助的依賴，使盧旺達能由其他國家獲得更加公平貿易條件。卡加梅於2009年發表的一篇文章中指出，盧旺達接受外國金援的目的是希望能最終擺脫外援，而欲達到該目標則必須提高盧旺達的自主性，並促進民營經濟活絡。文中卡加梅批評一些國家為受援國的農民提供免費的肥料，認為這種做法會防止當地廠商推出肥料產品，不利於提高當地的產業競爭力。2012年，根據前一年全國各界討論後的結論，卡加梅政府成立亞加齊洛發展基金（Agaciro Development Fund）。該基金為國內的發展項目提供資金，其資金來源除包括既有的國外金援外，亦開放國內外盧旺達公民、私營企業和「盧旺達的朋友們」貢獻經費。對於資金的使用，除將徵詢公眾意見外，還將投入《2020年宏願》的發展項目。

## 争议与批评

### 被指暗殺政治對手和異議人士
多名盧旺達前任官員指控卡加梅總統曾下令對政治對手進行暗殺，一些人亦因不明原因失蹤。2014年，人權觀察發表的一份標題為《迫害不分國界》（Repression Across Borders）的報告中列舉了至少10宗1990年代末以來盧旺達異議人士於境外遭到人身攻擊或恐嚇威脅的案例，並認為這些人的遭遇與他們批評盧旺達政府、愛國陣線或卡加梅總統不無關係。2013年12月31日，曾任盧旺達國防軍外部情報局局長的派屈克·卡雷蓋亞於南非約翰尼斯堡遭謀殺身亡。事後，卡加梅對卡雷蓋亞的死亡發表評論，認為其罪有應得，並稱：「任何背叛國家的人將付出代價，我向你保證！」。2015年，一位前任盧旺達國防軍官兵於美國國會作證時指出，盧旺達政府曾以美元100萬的酬金要求他暗殺卡雷蓋亞與批評卡加梅的前將領卡洋巴·尼亞姆瓦沙。於美國國會作證後，該名官兵和一名加拿大籍記者於比利時遭人威脅。2017年12月，南非一座法院的一項判決中指出，盧旺達政府持續策畫對流亡國外的異議人士進行暗殺。

### 掠夺新闻自由
2016年11月2日，非政府组织「无国界记者」把卡加梅列入“新闻自由掠夺者”名单。

## 非洲聯盟主席
卡加梅於2018年1月28日至2019年2月10日期間擔任非洲聯盟主席，其於主席任內推動非洲單一航空運輸市場和非洲大陸自由貿易區，後者獲得非洲聯盟55個成員國中的44國簽署。卡加梅於2019年2月卸任非洲聯盟主席時，《非洲大陸自由貿易協定》共獲得19國正式批准，距離正式生效的門檻22國僅剩3國之差。

## 個人與公眾形象

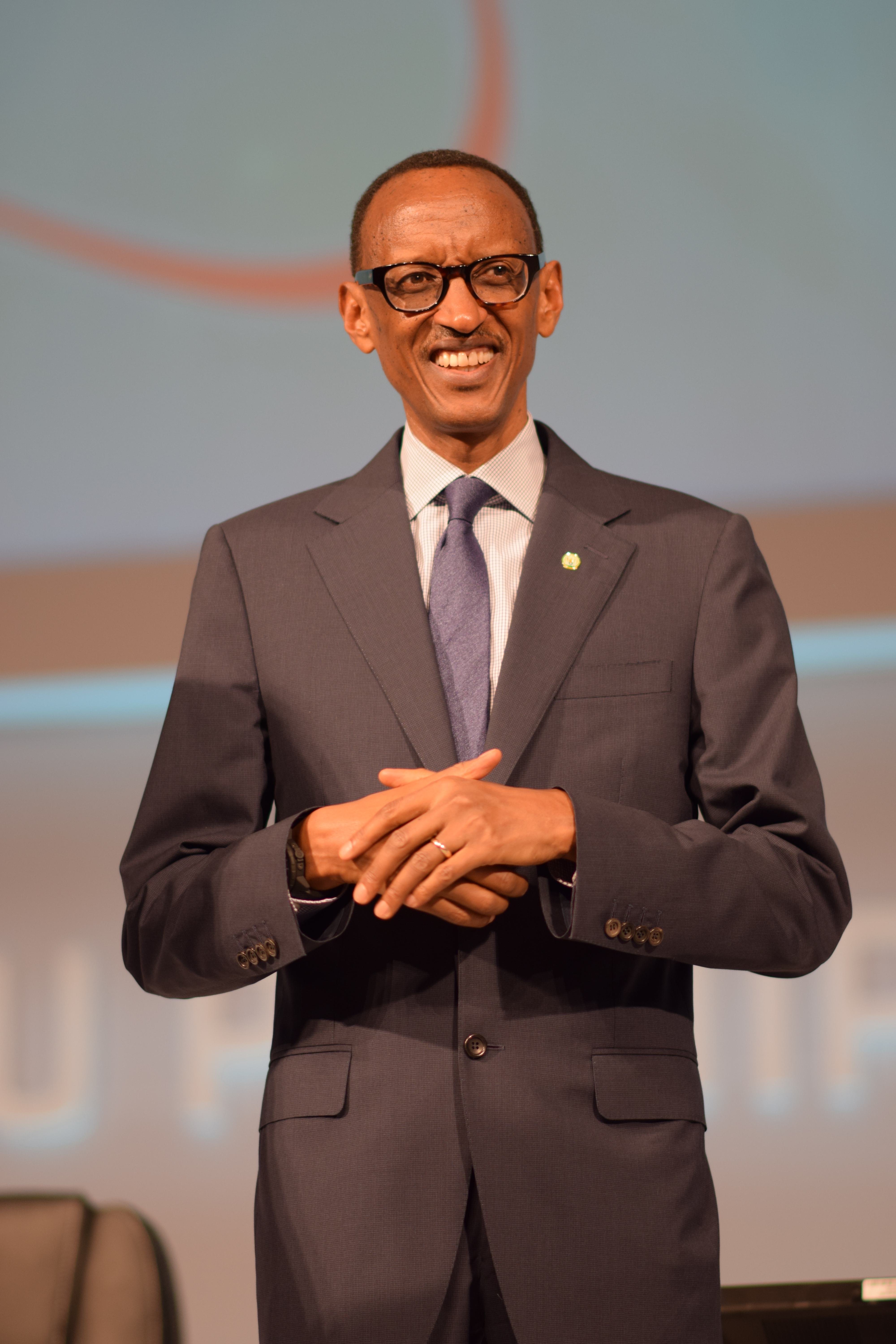
2014年，卡加梅參加於南韓釜山舉行的國際電信聯盟全權代表大會。

多數評論者以嚴肅和聰明等字眼形容卡加梅的特質。英國倫敦《每日電訊報》評論員理查·格蘭特（Richard Grant）形容卡加梅「嚴肅的特質既令人印性深刻亦令人感到敬畏」。曾擔任聯合國駐盧安達維和部隊司令官的羅密歐·達萊爾則形容卡加梅對任何事情皆有深入的研究，但書生氣並未掩飾其如老鷹般的意志。卡加梅的性格相當強勢，他並利用自己的性格特點強化自己的領導和貫徹自己心目中國家未來的藍圖。美國記者史蒂芬·金澤曾和卡加梅本人合作撰寫卡加梅的傳記《千丘之國：盧旺達浴火重生及其織夢人》（A Thousand Hills: Rwanda's Rebirth and the Man Who Dreamed It）則形容卡加梅為非洲最令人耐人尋味的領導人之一。金澤對卡加梅的領導力讚譽有加，稱讚其帶領盧旺達由大屠殺後的廢墟中重生，但亦點平卡加梅性格上的不足之處，認為其時常缺乏耐性且易怒，並對和自己意見不同的人毫不留情地批評。卡加梅接受格蘭特的採訪時稱自己平均每日只睡四小時，並將其餘時間投入工作、運動、家庭和閱覽學術文章與外國報紙。
卡加梅所領導的盧旺達愛國陣線在盧旺達被視為一個以圖西族人為主的政黨，因此於1994年大屠殺後的許多年並未廣受佔盧旺達人口85%的胡圖族人歡迎。直到1996年為止約有達200萬名胡圖族人作為難民逃往鄰近國家，直至卡加梅以對鄰國的難民營發動突襲的方式迫使他們回家。1990年代末期，依然有不少胡圖族人支持流亡至鄰國的舊政權部隊跨境對卡加梅政權發動叛變。這個問題在不久後得到改善。1999年，當愛國陣線成功平息叛亂且為盧旺達的西北地區帶來和平後，許多胡圖族人轉為支持卡加梅。自2000年就任總統以來，卡加梅曾分別於2003年、2010年和2017年連續三次贏得總統選舉，三次的得票率皆超過90%。儘管反對陣營指責卡加梅打壓異議人士且質疑選票數字的正確性，依然無法否認卡加梅在盧旺達擁有的廣大民意基礎，許多民眾肯定他為盧旺達帶來和平、穩定和經濟成長。
國外觀察家對卡加梅的評價存在不同意見。大赦國際和自由之家等人權組織批評卡加梅對異議人士的打擊，包括透過各種手段排除對政府不友善的候選人參加選舉，以及鎮壓示威活動與逮捕意見領袖和記者。大赦國際和自由之家指責卡加梅政府經常以撕裂族群和否定大屠殺等罪名嚴懲國內的意見人士，使盧旺達成為實際上的一黨制國家。不過，這些人權團體亦對卡加梅的一些政策提出正面看法，包括提升盧旺達法治水平和廢除死刑等。此外，盧旺達受到進步人士肯定的表現包括於聯合國人權理事會中聯署支持一項由南非提議的保護LGBTQ群體宣言，以及擁有全世界女性議員比例最高的國會。直至2000年代末期為止，不少外國的領導人皆對卡加梅持非常正面的評價，尤其肯定他當年防止大屠殺悲劇擴大，並於事後帶領盧旺達走向和平、穩定與繁榮發展。自2010年起，由於聯合國一份外洩的報告中指盧旺達政府暗中支持民主剛果境內的反抗勢力3月23日運動，卡加梅開始受到國際社會的批評。2012年，英國、德國、荷蘭與一些其他國家凍結對盧旺達提供預算補助，並將多數資金轉而用於支持該國個別的發展項目。
卡加梅善用網絡和群眾對話，除架設個人網站和部落格外，還開通Flickr、YouTube、Facebook和Twitter帳號。2011年，卡加梅與英國記者伊恩·比勒爾（Ian Birrell）在Twitter上就盧旺達的媒體自由進行爭辯。
卡加梅於擔任總統任內獲得了國內外不少殊榮。美國太平洋大學、俄克拉荷馬基督教大學及英國格拉斯哥大學皆向卡加梅頒布名譽學位。獎項方面，卡加梅獲得美國喬治亞州立大學頒發安德魯·楊資本主義與社會進步獎，以及克林頓基金會的克林頓全球公民獎。卡加梅還獲得了利比里亞和貝寧兩國的最高榮譽，分別為利比里亞的尊貴騎士大綬勳章和貝寧的貝寧國家勳章。2010年9月，英國政治雜誌《新政治家》列入該年度最具影響力的50名人物之一的第49名。自2002年起，東及中非洲足球協會議會（CECAFA）的足球競賽之一CECAFA球會盃被命名為「卡加梅會際盃」，以感謝卡加梅對該賽事的贊助。

## 脚注
1. ↑  . Nation.co.ke. 2019-02-10  [2019-05-17]. （原始内容存档于2019-05-05）.
2. ↑  . 衛報. 2017-07-12  [2020-02-08]. （原始内容存档于2019-04-24）.
3. ↑  . Human Rights Watch. 2017-08-18  [2018-11-11]. （原始内容存档于2019-02-22）.
4. ↑  . U.S. Department of State.   [2018-11-11]. （原始内容存档于2017-08-20）.
5. ↑  .   [2018-11-11]. （原始内容存档于2018-11-11）.
6. 1 2 3 4 5 6 7  McVeigh 2015.
7. 1 2  .   [2018-11-11]. （原始内容存档于2018-11-04）.
8. ↑  .   [2018-11-11]. （原始内容存档于2019-05-05）.
9. 1 2 3 4  Waugh 2004，第8頁.
10. ↑  Office of the President (I) 2011.
11. ↑  Chrétien 2003，第160頁.
12. ↑  United Nations (II).
13. ↑  United Nations (III).
14. ↑  Appiah & Gates 2010，第450頁.
15. ↑  Prunier 1999，第11–12頁.
16. ↑  Mamdani 2002，第61頁.
17. ↑  Gourevitch 2000，第58–59頁.
18. ↑  Prunier 1999，第51頁.
19. ↑  . 英國廣播公司. 2018-12-22  [2019-05-17]. （原始内容存档于2019-05-17）.
20. ↑  Kinzer 2008，第12頁.
21. ↑  Waugh 2004，第10頁.
22. 1 2  Kinzer 2008，第13頁.
23. ↑  Kinzer 2008，第14頁.
24. ↑  Kinzer 2008，第15頁.
25. ↑  Waugh 2004，第16–18頁.
26. ↑  Kinzer 2008，第19頁.
27. ↑  State House, Republic of Uganda.
28. 1 2  Kinzer 2008，第20頁.
29. ↑  Kinzer 2008，第38–39頁.
30. ↑  Associated Press (I) 1981.
31. 1 2  Kinzer 2008，第39頁.
32. ↑  Nganda 2009.
33. ↑  Kinzer 2008，第40頁.
34. ↑  Kinzer 2008，第44–45頁.
35. ↑  Library of Congress 2010.
36. ↑  Kinzer 2008，第47頁.
37. 1 2  Kinzer 2008，第50–51頁.
38. ↑  Simpson (I) 2000.
39. ↑  Kinzer 2008，第51–52頁.
40. ↑  Mamdani 2002，第175頁.
41. ↑  Kinzer 2008，第53頁.
42. ↑  Kinzer 2008，第53–54頁.
43. ↑  Kinzer 2008，第48–50頁.
44. ↑  Kinzer 2008，第54頁.
45. ↑  Melvern 2006，第14頁.
46. ↑  Prunier 1999，第94–95頁.
47. ↑  Prunier 1999，第95–96頁.
48. ↑  Prunier 1999，第96頁.
49. ↑  Melvern 2000，第27–30頁.
50. 1 2  Prunier 1999，第114–115頁.
51. ↑  Prunier 1999，第117–118頁.
52. ↑  Prunier 1999，第120頁.
53. ↑  Prunier 1999，第135頁.
54. ↑  Prunier 1999，第150頁.
55. ↑  Prunier 1999，第173–174頁.
56. ↑  Prunier 1999，第174–177頁.
57. ↑  Prunier 1999，第190–191頁.
58. ↑  Prunier 1999，第187頁.
59. ↑  Dallaire 2005，第126–131頁.
60. ↑  National Assembly of France 1998.
61. ↑  BBC News (I) 2010.
62. ↑  Wilkinson 2008.
63. ↑  Bruguière 2006，第1頁.
64. ↑  Dallaire 2005，第224頁.
65. ↑  Prunier 1999，第230頁.
66. ↑  Dallaire 2005，第232頁.
67. ↑  Dallaire 2005，第245頁.
68. ↑  Rombouts 2004，第182頁.
69. ↑  The New York Times 1994.
70. ↑  . BBC. 2011-05-17  [2020-03-15]. （原始内容存档于2018-10-22）.
71. ↑  . Africa Recovery. 1998, 12 (1#1): 4  [2020-03-15]. （原始内容存档于2018-06-14）.
72. ↑  Dallaire 2005，第386頁.
73. ↑  Dallaire 2005，第247頁.
74. ↑  Dallaire 2005，第264–265頁.
75. ↑  Dallaire 2005，第269頁.
76. 1 2  Prunier 1999，第268頁.
77. ↑  Dallaire 2005，第288頁.
78. 1 2  Dallaire 2005，第299頁.
79. ↑  Dallaire 2005，第300頁.
80. ↑  Dallaire 2005，第326–327頁.
81. ↑  Dallaire 2005，第410頁.
82. ↑  Prunier 1999，第270頁.
83. 1 2 3  Dallaire 2005，第421頁.
84. ↑  Dallaire 2005，第459頁.
85. ↑  Prunier 1999，第298–299頁.
86. ↑  Dallaire 2005，第474–475頁.
87. 1 2  Kinzer 2008，第59–62頁.
88. 1 2  Namanya 2009.
89. ↑  Obeki 2012.
90. ↑  Prunier 1999，第299頁.
91. ↑  Prunier 1999，第299–300頁.
92. ↑  Wallis 2007，第ix頁.
93. ↑  Prunier 1999，第90頁.
94. ↑  Prunier 1999，第300頁.
95. ↑  Waugh 2004，第120–121頁.
96. ↑  Prunier 1999，第369頁.
97. 1 2  Kinzer 2008，第181頁.
98. ↑  United States Holocaust Memorial Museum.
99. 1 2  Bonner 1994.
100. ↑  Kinzer 2008，第187頁.
101. ↑  Prunier 1999，第327–328頁.
102. 1 2  Kinzer 2008，第189頁.
103. ↑  Prunier 1999，第360頁.
104. ↑  Human Rights Watch (I) 1999.
105. ↑  Kinzer 2008，第191頁.
106. ↑  Lorch 1995.
107. ↑  Australian War Memorial.
108. ↑  Prunier 2009，第42頁.
109. ↑  The New York Times 1996.
110. ↑  Waldorf 2009，第19頁.
111. ↑  Kinzer 2008，第258頁.
112. 1 2  Prunier 1999，第367–368頁.
113. ↑  Kinzer 2008，第192頁.
114. ↑  Prunier 1999，第368頁.
115. ↑  Prunier 1999，第312頁.
116. ↑  Prunier 1999，第313–314頁.
117. ↑  Prunier 1999，第381–382頁.
118. 1 2 3 4  Pomfret 1997.
119. ↑  Prunier 1999，第382頁.
120. 1 2  Prunier 1999，第384–385頁.
121. ↑  Prunier 2009，第118頁.
122. 1 2 3  Prunier 2009，第122–123頁.
123. 1 2  Kinzer 2008，第209頁.
124. ↑  Kinzer 2008，第216頁.
125. 1 2  Kinzer 2008，第215–218頁.
126. 1 2  Brittain 1999.
127. ↑  Byman et al. 2001，第18頁.
128. ↑  Prunier 2009，第113–116頁.
129. ↑  Prunier 2009，第128–133頁.
130. ↑  Prunier 2009，第136頁.
131. 1 2 3  BBC News (II).
132. ↑  . The Defense Monitor (The Center for Defense Information).
133. ↑  Prunier 2009，第174頁.
134. ↑  Prunier 2009，第177頁.
135. ↑  Prunier 2009，第178–179頁.
136. ↑  Kinzer 2008，第210–211頁.
137. ↑  Prunier 2009，第182–183頁.
138. ↑  Prunier 2009，第184頁.
139. ↑  Prunier 2009，第186頁.
140. ↑  Associated Press (II) 2010.
141. ↑  Kinzer 2008，第211–212頁.
142. ↑  United Nations (IV) 2001，211.
143. ↑  United Nations (IV) 2001，126–129.
144. ↑  Global Witness 2013，第6頁.
145. ↑  Smith & Wallis 2002.
146. ↑  McGreal 2010.
147. 1 2  Kinzer 2008，第220頁.
148. ↑  Kinzer 2008，第240–241頁.
149. ↑  Kinzer 2008，第221–222頁.
150. 1 2  Prunier 2009，第241頁.
151. ↑  BBC News (III) 2000.
152. 1 2  Kinzer 2008，第224頁.
153. ↑  IRIN (I) 2000.
154. ↑  United Nations (V).
155. ↑  BBC News (IV) 2000.
156. ↑  BBC News (V) 2000.
157. ↑  Kinzer 2008，第225頁.
158. ↑  IRIN (V) 2002.
159. ↑  BBC News (VI) 2007.
160. ↑  Gasamagera 2007，第1–2頁.
161. ↑  Gasamagera 2007，第3頁.
162. ↑  Gasamagera 2007，第4頁.
163. ↑  Gasamagera 2007，第5–6頁.
164. ↑  BBC News (VII) 2003.
165. 1 2 3 4  Economist 2003.
166. ↑  CJCR 2003，article 54.
167. 1 2  Roth 2009.
168. ↑  BBC News (VIII) 2003.
169. ↑  IRIN (II) 2003.
170. ↑  BBC News (IX) 2003.
171. ↑  Amnesty International (I) 2003.
172. ↑  Kinzer 2008，第228頁.
173. 1 2  IRIN (III) 2003.
174. ↑  BBC News (X) 2003.
175. ↑  Walker 2003.
176. ↑  TVNZ 2003.
177. 1 2  Beaver County Times 2003.
178. 1 2  Nunley.
179. 1 2 3  Reuters (I) 2003.
180. ↑  IRIN (IV) 2003.
181. ↑  CPJ 2004.
182. ↑  Kinzer 2008，第229頁.
183. ↑  Victoria Advocate 2003.
184. ↑  CJCR 2003，articles 100–101.
185. ↑  Ross 2010.
186. 1 2 3  Kagire & Straziuso 2010.
187. 1 2  New Times (I) 2010.
188. ↑  Musoni 2010.
189. ↑  Rwandinfo 2010.
190. ↑  New Times (II) 2010.
191. ↑  Kanyesigye 2010.
192. ↑  Human Rights Watch (II) 2010.
193. ↑  Great Lakes Voice 2010.
194. ↑  Al Jazeera (I) 2010.
195. ↑  Beaumont 2010.
196. ↑  BBC News (XI) 2010.
197. ↑  National Electoral Commission 2010.
198. ↑  Al Jazeera (II) 2010.
199. ↑  Al Jazeera (III) 2010.
200. 1 2 3 4  Smith 2014.
201. ↑  Laing 2015.
202. ↑  Agence France-Presse 2015.
203. 1 2 3  Al Jazeera (V) 2015.
204. ↑  BBC News (XXII) 2015.
205. ↑  Tumwebaze 2017.
206. 1 2 3 4  MINECOFIN (I).
207. 1 2 3  Kinzer 2008，第226–227頁.
208. 1 2 3  MINECOFIN (II) 2011，第2頁.
209. 1 2  Ansoms & Rostagno 2012.
210. ↑  . 這就是非洲. 2013-11-18  [2013-12-04]. （原始内容存档于2013-11-30）.
211. ↑  IMF (II) 2013.
212. ↑  IMF (I) 2013.
213. 1 2 3 4  Murdock 2010.
214. 1 2  Kanyesigye 2012.
215. ↑  Musoni 2013.
216. 1 2 3 4 5  Grant 2010.
217. ↑  Adams 2009.
218. ↑  Reuters (III) 2012.
219. ↑  Department of State 2012.
220. 1 2  CIA.
221. ↑  Nantaba 2010.
222. ↑  Reuters (IV) 2011.
223. ↑  Birakwate 2012.
224. ↑  Nielsen & Spenceley 2010，第6頁.
225. ↑  RDB 2011.
226. ↑  Nielsen & Spenceley 2010，第2頁.
227. ↑  Topping 2014.
228. ↑  World Bank (IV) 2012.
229. ↑  World Bank (III) 2012.
230. ↑  Transparency International 2010.
231. ↑  World Review 2013.
232. ↑  UNDP 2012.
233. ↑  Rwirahira 2012.
234. ↑  Kagame 2011.
235. ↑  World Bank (I).
236. ↑  McGreal 2009.
237. ↑  VSO 2012，第3頁.
238. ↑  World Bank (II).
239. 1 2  WHO (I) 2009，第5頁.
240. ↑  WHO (I) 2009，第4–7頁.
241. 1 2  WHO (I) 2009，第10頁.
242. ↑  KHI 2012.
243. ↑  WHO (II) 2008.
244. ↑  McNeil 2010.
245. ↑  UNICEF 2012.
246. ↑  WHO (I) 2009，第4頁.
247. ↑  Rwanda Human Resources for Health Program 2011.
248. ↑  Beaubien, Jason. . NPR. 2020-07-15  [2020-12-05]. （原始内容存档于2020-12-05）.
249. ↑  Murphy, Beth. . Ms. Magazine. 2020-10-29  [2020-12-05]. （原始内容存档于2020-11-28）.
250. ↑  . 世界衛生組織.   [2020-12-05]. （原始内容存档于2020-10-21）.
251. ↑  Bariyo, Nicholas. . 華爾街日報. 2009-09-29  [2020-12-05]. （原始内容存档于2020-12-16）.
252. ↑  Prunier 2009，第193–198頁.
253. 1 2 3  Prunier 2009，第221頁.
254. 1 2  Prunier 2009，第224–225頁.
255. 1 2  Prunier 2009，第225頁.
256. ↑  Prunier 2009，第234頁.
257. ↑  Sherwell & Long 2001.
258. 1 2  Observer 2001.
259. ↑  Prunier 2009，第258頁.
260. ↑  Prunier 2009，第263頁.
261. ↑  Prunier 2009，第257頁.
262. ↑  Prunier 2009，第272頁.
263. 1 2  Armbruster 2003.
264. ↑  Al Jazeera (IV) 2007.
265. ↑  Prunier 1999，第297頁.
266. ↑  BBC News (XXI) 2012.
267. ↑  Muhumuza 2013.
268. ↑  Jones & Smith 2012.
269. 1 2  BBC News (XV) 2012.
270. ↑  Prunier 1999，第97–98頁.
271. ↑  Mamdani 2002，第183頁.
272. ↑  Simpson (II) 2000.
273. ↑  Reyntjens 2009，第48頁.
274. 1 2  Prunier 2009，第220頁.
275. ↑  Prunier 2009，第242頁.
276. ↑  Heuler 2011.
277. ↑  Osike 2007.
278. ↑  East African Community.
279. ↑  Lavelle 2008.
280. ↑  Prunier 1999，第89頁.
281. ↑  Prunier 1999，第100–101頁.
282. ↑  Kinzer 2008，第78頁.
283. ↑  Dallaire 2005，第62頁.
284. ↑  Fassbender 2011，第27頁.
285. ↑  McGreal 2007.
286. ↑  French 1994.
287. ↑  Smith 1995.
288. ↑  Hranjski 1999.
289. ↑  Australian Associated Press 2004.
290. ↑  BBC News (XII) 2006.
291. ↑  BBC News (XIII) 2006.
292. ↑  Kwibuka 2008.
293. ↑  Reuters (II) 2009.
294. ↑  Sundaram 2010.
295. ↑  BBC News (XIV) 2011.
296. ↑  . （原始内容存档于2019-11-05）.
297. 1 2 3 4 5  Smith 2012.
298. ↑  ForeignAssistance.gov 2013.
299. ↑  Wintour 2008.
300. 1 2  Pflanz 2009.
301. ↑  Office of the President (II) 2011.
302. ↑  Munyaneza 2013.
303. ↑  BBC News (XVII) 2012.
304. ↑  McGreal 2012.
305. ↑  Mizero 2012，第1頁.
306. ↑  Musoni 2011.
307. ↑  Gasore 2013.
308. ↑  China Road and Bridge Corporation 2007.
309. ↑  Asiimwe 2010.
310. ↑  Butera 2011.
311. 1 2 3  BBC News (XVI) 2009.
312. 1 2  Kagame 2009.
313. 1 2 3  Agaciro Development Fund (I)，第2頁.
314. 1 2  Office of the President (III) 2012.
315. ↑  Agaciro Development Fund (II).
316. ↑  Walker, Rob. . 英國廣播公司. 2010-08-05  [2018-11-11]. （原始内容存档于2018-11-11）.
317. 1 2  . 人權觀察. 2014-01-28  [2018-11-11]. （原始内容存档于2019-01-21）.
318. ↑   (PDF). 2015-05-20. （原始内容存档 (PDF)于2020-02-25）.
319. ↑  .   [2018-11-11]. （原始内容存档于2018-08-06）.
320. ↑  .   [2018-11-11]. （原始内容存档于2019-01-01）.
321. ↑  . RSF.   [2020-12-07]. （原始内容存档于2018-03-25） （英语）.
322. ↑  综合报导, 2016年 11月 03日 星期四 04:33 下午 Myt. . www.cincainews.com.   [2020-11-30]. （原始内容存档于2020-12-15） （中文）.
323. ↑  Mumbere 2018.
324. ↑  . 阿拉伯新聞社. 2018-03-21  [2019-05-17]. （原始内容存档于2018-05-26）.
325. 1 2  . 美國之音. 2019-02-10  [2019-05-17]. （原始内容存档于2019-04-28）.
326. ↑  Dallaire 2005，第66頁.
327. 1 2  Kinzer 2008，第3頁.
328. ↑  Kinzer 2008，第5頁.
329. ↑  Clark 2010.
330. ↑  Amnesty International (II) 2010.
331. 1 2  Freedom House 2011.
332. ↑  HRW & Wells 2008，I. Summary.
333. ↑  大赦國際. . 2008-12-18  [2014-04-25]. （原始内容存档于2019-02-07）.
334. ↑  Dudman, Jane. . 衛報. 2014-07-01  [2020-03-18]. （原始内容存档于2020-02-04）.
335. ↑  .   [2020-03-18]. （原始内容存档于2020-02-24）.
336. ↑  Ford 2012.
337. ↑  Chothia 2010.
338. ↑  BBC News (XVIII) 2011.
339. ↑  University of the Pacific 2010.
340. ↑  Oklahoma Christian University.
341. ↑  University of Glasgow 2007.
342. ↑  Columbia University.
343. ↑  Nambi 2009.
344. ↑  New Times (III) 2009.
345. ↑  New Times (IV) 2010.
346. ↑  New Statesman 2010.
347. ↑  PanaPress 2002.

## 外部連結
- 官方网站
- C-SPAN內的頁面（英文）
- 《查理·罗斯访谈录》上的保罗·卡加梅
- 保罗·卡加梅在互联网电影资料库（IMDb）上的資料（英文）
- WorldCat 聯合目錄中保罗·卡加梅的著作或與之相關的著作
- 保罗·卡加梅在《紐約時報》上的節選新聞及評論

| 官衔                           | 官衔                                                                     | 官衔                         |
| ------------------------------ | ------------------------------------------------------------------------ | ---------------------------- |
| 前任者： 弗雷德·魯維吉耶馬     | 盧旺達愛國軍參謀長 1994年（含）前為盧旺達愛國陣線統帥 1990年10月－1998年 | 繼任者： 卡洋巴·尼亞姆瓦沙   |
| 前任者： 奧古斯丁·比齊馬納     | 盧旺達國防部長 1994年－2000年                                            | 繼任者： 伊曼紐·哈比亞利馬納 |
| 新頭銜                         | 盧旺達副總統 1994年－2000年                                              | 副總統職位廢除               |
| 前任者： 阿萊克西斯·坎亞冷格沃 | 盧旺達愛國陣線主席 1998年2月15日－現任                                   | 現任                         |
| 前任者： 巴斯德·比齊蒙古       | 盧安達總統 2000年－現任                                                  | 現任                         |